# Pornografia
El terme pornografia, o porno en la seva forma abreujada, fa referència a tot aquell material que representa actes sexuals o actes eròtics que tenen la finalitat de provocar l'excitació sexual del receptor. És una paraula provinent del grec πορνογραφια (pornografia), al seu torn formada per dues paraules gregues: πόρνος (pórnos) 'fornicadors', derivat de la paraula πόρνη (pórnē) 'puta', i γράφειν (gráphein) 'escriptura, registre o descripció'. En llengua grega, el terme pornografia connota la representació de l'activitat sexual.

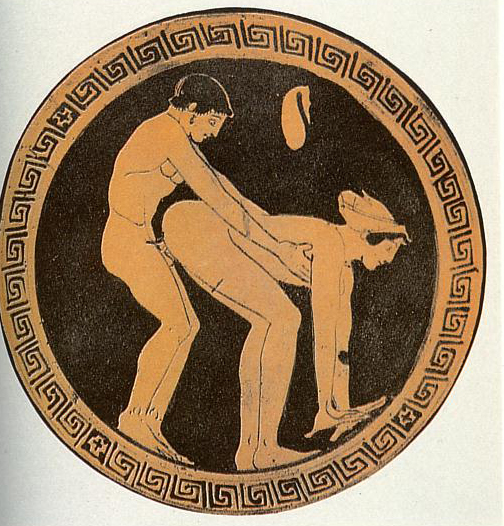
Client i prostituta en una il·lustració grega

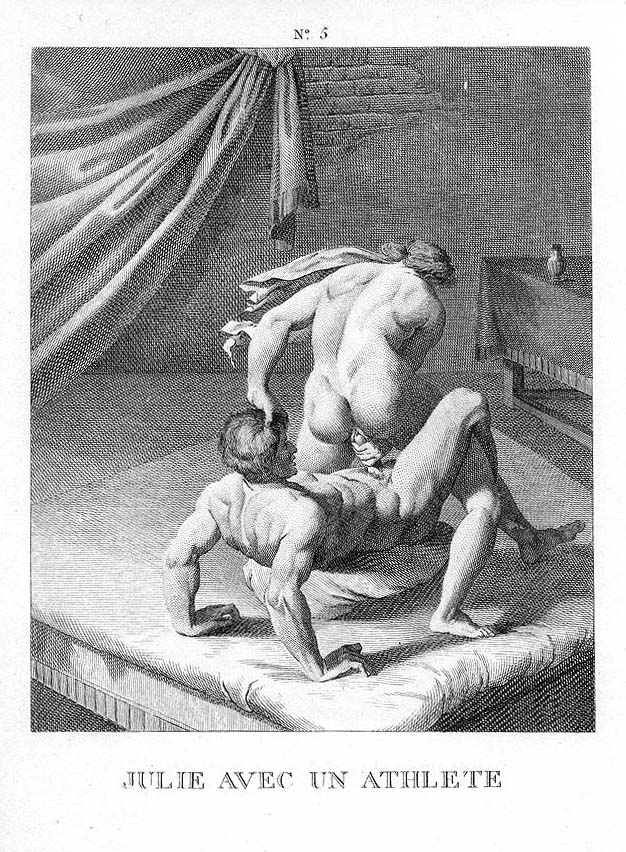
Rapporto sessuale di Julie e un atleta, disseny d'Agostino Carracci

La pornografia es manifesta a través d'una multitud de plataformes, com animació, cinema, televisió, escultura, fotografia, còmic, videojoc, espectacles, literatura o pintura, i ha aconseguit un gran apogeu en mitjans, com les revistes pornogràfiques, l'àudio (sexe telefònic) i últimament internet (cibersexe). La pornografia amateur també ha arribat a ser molt popular i es distribueix gratuïtament a través d'internet. La funció social de la pornografia és doncs satisfer les necessitats del gaudiment sexual dels seus consumidors i genera un volum important d'un negoci creixent, especialment a Europa, Japó i els Estats Units d'Amèrica.
Un debat sempre d'actualitat és la separació o la frontera entre erotisme i pornografia. En aquest sentit, l'opinió general és que l'explicitat o no de la manifestació relativa al sexe distingeix un concepte de l'altre.
Hi ha un corrent de pensament que considera la pornografia com una nova forma d'art, que té per objecte mostrar la bellesa de la sexualitat humana. Els qui sostenen aquesta opinió assenyalen que moltes formes d'art al principi foren menyspreades, infravalorades o incompreses, com les obres d'art del Postimpresionisme del pintor neerlandès Vincent Van Gogh, a qui mai se li va reconèixer cap mèrit mentre va viure. Manifesten que el món canvia constantment i sempre ha canviat, que canvien els interessos o apareixen nous interessos, i canvia l'art i apareixen noves formes d'art.
En els últims anys, el qualificatiu pornogràfic s'ha aplicat en sentit ampli i amb caràcter pejoratiu o de mera desqualificació a un gran nombre de supòsits i situacions. D'aquesta forma es fa servir sovint per titllar qualsevol cosa de contrària a la moral o a l'ètica dominants. Sovint es relaciona amb la prostitució, ja que, en general, va associada a una activitat comercial.

## Etimologia
El terme «pornografia» prové de les paraules gregues πόρνη (pórnē, prostituta), γράφειν (gráphein, gravar, escriure, il·lustrar) i el sufix -ία (-ía, estat de, propietat de, lloc de), tenint per tant el significat de «descripció o il·lustració de les prostitutes o de la prostitució».
No obstant això, cal dir que el terme és d'aparició recent, ja que en l'antiga Grècia mai es va usar la paraula pornografia. L'ús més antic constatat apareix en la primera dècada del 1800 en França per a referir-se específicament als estudis sobre la prostitució.
Actualment, el terme es confon per la seva percepció a través del prisma de les pel·lícules pornogràfiques, que són una representació d'actes sexuals que té com a objectiu excitar sexualment a l'espectador. L'actriu Tiffany Hopkins la defineix com «principalment un objecte d'entreteniment que té per finalitat la masturbació».

## Els límits de la definició: Pornografia i erotisme
André Breton va dir: «La pornografia és l'erotisme dels altres», simplement per a demostrar que el que per a un pot semblar una cosa pornogràfica, pot ser tolerada per un altre i la pot incloure de manera més elegant dins de l'erotisme (això s'aplica a individus, èpoques o civilitzacions). Aquest terme pot ser considerat com una cosa negativa en el límit tant moral com fluctuant de l'erotisme. Això demostra que la definició de la pornografia es basa principalment en la percepció dels individus, com va dir Marie-Anne Paveau, que qualifica la pornografia com un «cas de recepció, de com es veu o d'imaginació». Per tant, hi ha una «construcció, per paraules i / o imatges, més o menys sofisticades i, per tant, una activitat de representació de l'activitat sexual, representació directa i explícita». D'altra banda, la nuesa és un element essencial de la pornografia, però no és una garantia d'això; la pornografia requereix una recepció basada en l'excitació sexual.

Per la seva banda, Michela Marzano va dir que la diferència entre erotisme i la pornografia està en la narració: 
 No només l'erotisme éstà més relacionat amb la narrativa, sinó que també està més relacionat amb l'art que la pornografia.

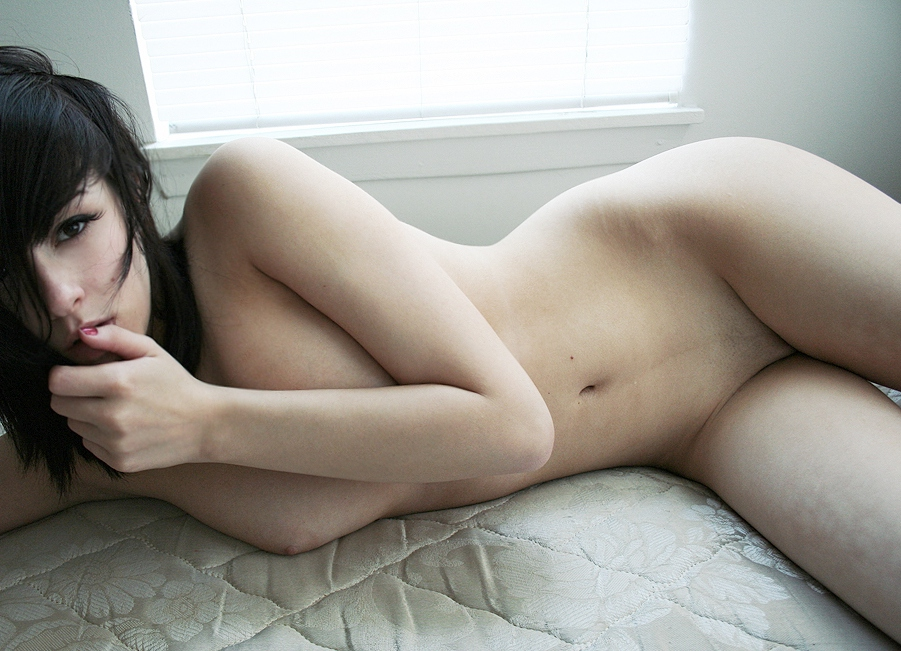
Imatge d'una model eròtica posant de forma suggestiva. Aquests tipus de pornografia s'anomena «pornografia softcore»

A partir de la dècada de 1970 i la seva assimilació en la producció de pel·lícules pornogràfiques, la pornografia es va realitzar per mitjà de la contracultura i descrita pels seus oponents com «la indústria del sexe més interessant per un interès mercantil de natura mafiosa» (legalment pròxima al proxenetisme) per qualsevol expressió de la revolució sexual. Davant d'una significativa asimetria home/dona (actor/espectador, relacions homosexuals…) s'estableix un apropament de la pornografia amb la prostitució, no tan sols en les formes de representacions femenines, sinó també com una manera d'explotació econòmica i física del cos femení. Això fa que sigui possible diferenciar més clarament les àrees de conducta sexual, de l'erotisme i de la pornografia.
De la mateixa manera, certes persones accepten fora d'una lògica sexual la representació de les parts íntimes de l'ésser humà, com els naturistes, però no poden acceptar la representació realista de l'acte sexual per raons molt diferents, que van des del pudor fins a l'associació de l'acte sexual com una cosa vergonyosa o bestial que tendeix a disminuir la dignitat de l'home (argument que pot ser contrarestat amb el fet l'acte de menjar també el compartim amb els animals i que és elevat a la categoria d'art (la gastronomia), contraargument del que un pot oposar-se a la defecació que compartim amb els animals i que no posem en pràctica en públic). Per altres, no és l'acte que és una vergonya, sinó que ho és el fet de mostrar-se i lliurar-se al desig d'altres, negant així la seva pròpia dignitat humana (es redueix a un mitjà de satisfacció). En aquests casos, la pornografia és sinònim tant de vulgaritat com d'obscenitat.

## Tipus de pornografia

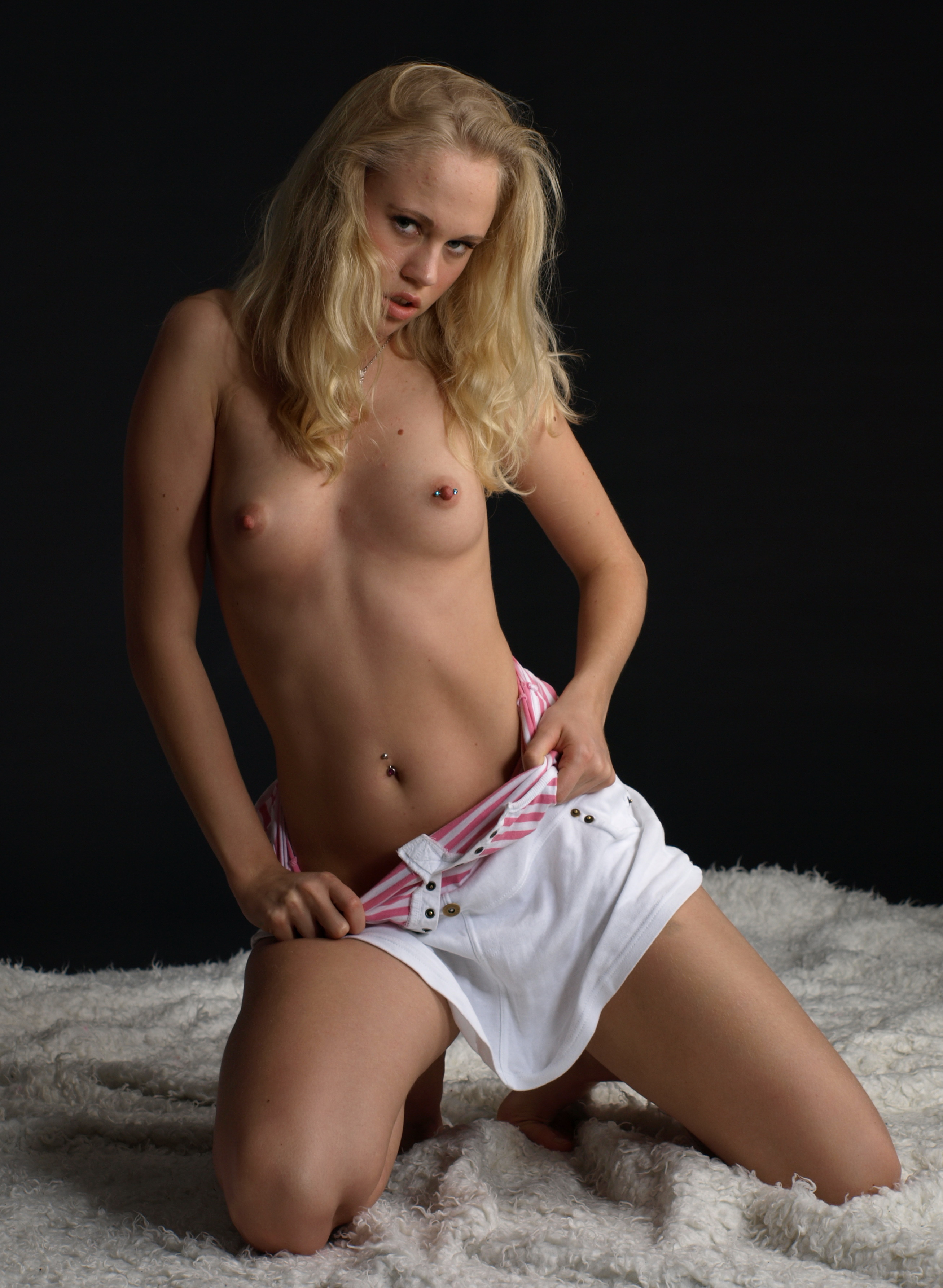
Nu artístic en un estudi (pornografia softcore)

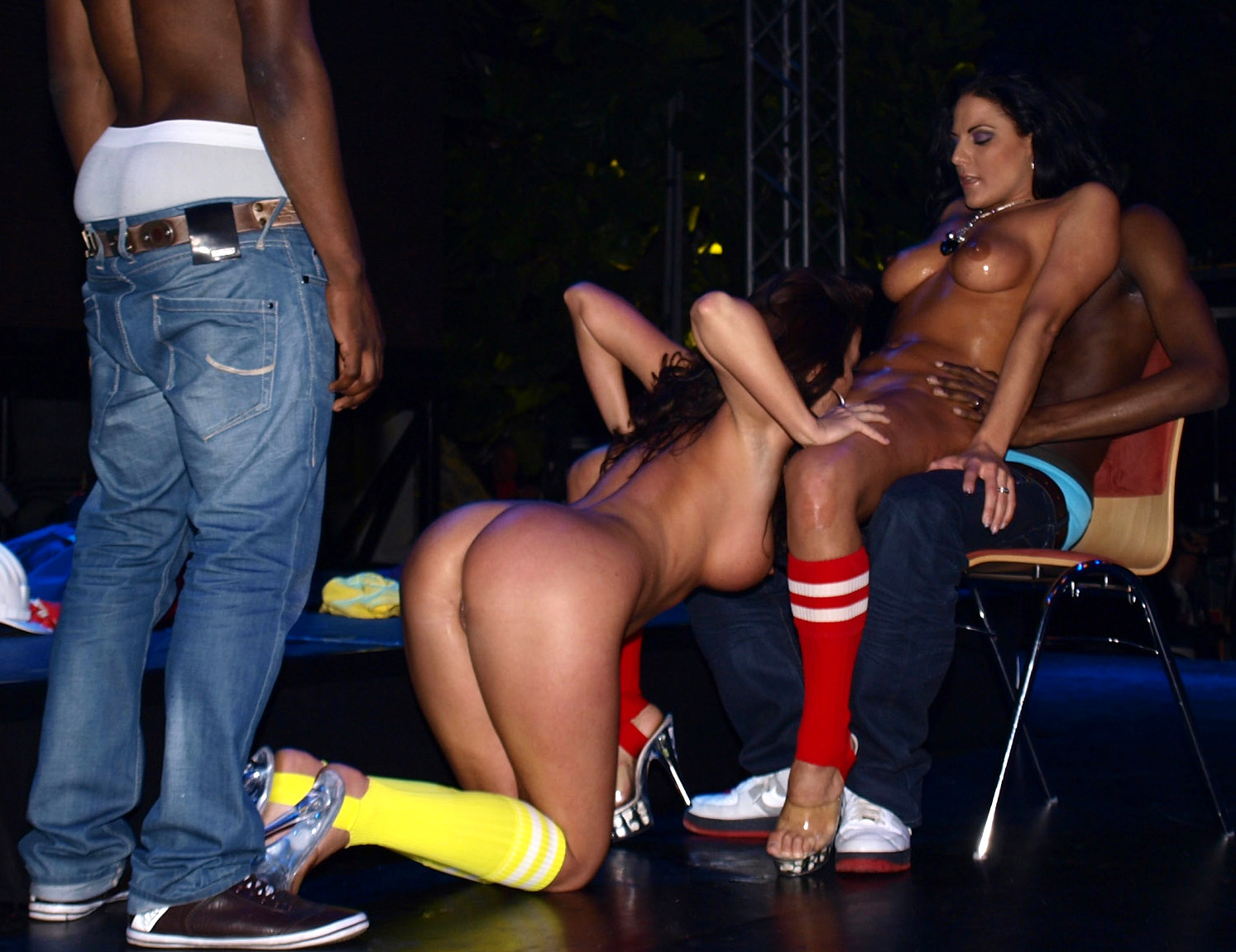
Cunnilingus lèsbic en un espectacle pornografic (pornografia hardcore)

Encara que poden realitzar-se diverses classificacions segons els participants, la temàtica o les postures, una forma molt estesa d'agrupar els gèneres pornogràfics és de menys a més explicitat (ja siguin les postures de la posa o les accions representades). D'aquesta manera estarien:

### Softcoreo porno tou
És el gènere pornogràfic en el qual les escenes de sexe no es mostren de manera explícita. En el cinema i la televisió, en particular, no inclou primers plans de genitals (ni masculins ni femenins) ni tampoc mostra en detall penetracions ni fel·lacions. Els actors o models solen tapar una part dels seus cossos.
Aquest gènere l'han practicat i practiquen moltes dones i homes més o menys famosos, com Demi Moore en la pel·lícula Striptease. També s'empra en la publicitat, encara que aquest ús ha estat criticat per organitzacions feministes.

### Mediumcoreo porno convencional
És aquella on els models ensenyen la totalitat del cos en postures més o menys provocatives.nLes famoses revistes Playboy o Penthouse són potser els exemples més coneguts d'aquest tipus de pornografia.

### Hardcoreo porno dur
És el gènere pornogràfic més extrem, perquè mostra explícitament l'acte sexual, ja sigui vaginal, anal o oral, o amb aparells o qualsevol altre tipus d'utensilis.
Aquest tipus de pornografia se subdivideix segons l'orientació sexual: heterosexual, homosexual (masculí o femení) i bisexual. Les primeres pel·lícules pornogràfiques i la gran majoria de les pel·lícules actuals són heterosexuals; les pel·lícules homosexuals són les segones més venudes i produïdes. Existeix també la variant del gènere transsexual i la zoofilia (actes sexuals amb animals).

### Postporno
El postporno o posporno busca deliberadament subvertir les regles del porno tradicional (i, amb això, dels models de sexualitat que el sustenten), servint de medi per a l'articulació d'altres sexualitats possibles, alienes als cànons hegemònics.
El concepte «postporno» va ser introduït pel fotògraf eròtic Wink van Kempen i popularitzat per l'activista, treballadora sexual i artista Annie Sprinkle. Es va desenvolupar en la dècada dels 90 als Estats Units d'Amèrica i el Canadà, connectat amb l'activisme queer i el postfeminisme. Va sorgir com un nou estatut de la representació sexual: a través d'una desconstrucció de la heteronormativitat i naturalització, Sprinkle ens va fer pensar en el sexe com una categoria oberta per a l'ús i apropiació del plaer més enllà del marc de victimització de la censura i el tabú. El moviment es troba actualment actiu i resulta correspondre amb un ambient creatiu i revolucionari que ens crida a reflexionar sobre el que és una imatge pornogràfica, el que és el gènere, i tot el que, en definitiva, es planteja l'anomenat transfeminisme.
És tasca de la postpornografía fer que altres sexualitats i altres pràctiques sexuals saltin al panorama públic; el seu discurs crític revisa la història del porno des del postfeminisme i les lluites homosexuals per a guanyar un espai de representació i consum de la sexualitat i permetre la visibilització d'allò altre, abans absent en la pornografia. El postporno, comprès com a representació pròpia del moviment queer, alberga en el seu centre dinàmiques de concedir concedir poder a un col·lectiu desfavorit, en estreta relació amb estratègies d'apropiació; és presa de poder en si mateix, però també representació de apropiacions possibles i creador per tant de realitats dissidents del discurs normatiu.

## Camps de representació i canals de difusió

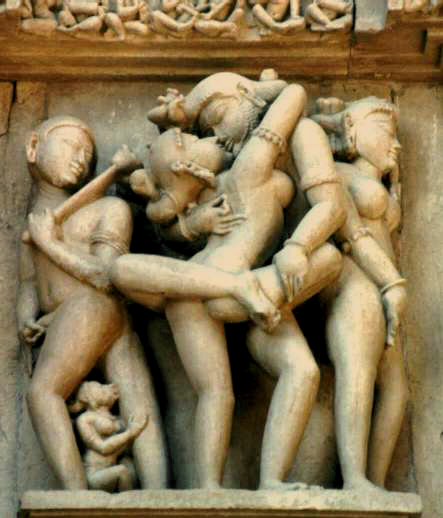
Un maithuna d'un dels temples de Khajuraho

Trobem representacions d'actes sexuals en la majoria de les societats humanes des de temps prehistòrics. Les funcions d'aquestes representacions són encara poc conegudes i sovint s'associen aquestes escenes amb els ritus de fertilitat des de l'antiguitat fins a l'edat mitjana (no obstant això segueix sent una hipòtesi).
Segons les societats, la representació de la sexualitat està subjecta a normes diferents que sovint estan vinculades a les definicions que es donen a la sexualitat; les famoses escultures eròtiques dels temples de Khajuraho a l'Índia, que s'integren en una arquitectura religiosa, no tenen el mateix rang que les fotografies pornogràfiques venudes «sota el taulell» en les ciutats occidentals de segle xix. La mateixa definició de pornografia canvia d'acord amb les societats. Per exemple, les escultures medievals (incloent les de les catedrals) representen escenes que actualment poden semblar obscenes, sens dubte tenien altres significats en aquella època.
La representació pornogràfica també està estretament relacionada amb les tècniques artístiques, literàries o d'altre tipus. Les novel·les del Marquès de Sade són part de la tradició literària francesa del segle xviii que constitueixen alhora una obra mestra i extrema. Els gravats que els acompanyen evolucionen junt amb les tècniques gràfiques de l'època que sovint són molt innovadores des del punt de vista formal.
Avui en dia, la pornografia és un repte de debat social, sobretot perque els mitjans tècnics de reproducció (en paraules de Walter Benjamin), com la fotografia, cinema, vídeo, internet..., fan que aquestes imatges arribin a una audiència gairebé universal. El realisme de la imatge fotogràfica o cinematogràfica també ha canviat la nostra percepció de la pornografia; mentre que qualsevol representació literària o artística fins llavors es feia a partir de la imaginació de l'escriptor, pintor o escultor, la fotografia, ja sigui d'una escena real o manipulada artificialment, ens mostra una cosa que ha existit i que, sens dubte, en realitat es va dur a terme (veure les anàlisis de Roland Barthes en La cambra clara). Aquesta nova forma de pornografia sense cap dubte té una fascinació única que no tan sols explica l'àmplia difusió d'aquestes imatges, sinó també genera debats al voltant seu. La vida de les actrius pornogràfiques (amb molta menys freqüència actors) es troba al centre dels debats: Elles tenen restriccions? Ho fan només pels diners? És una feina com qualsevol altre?; mentre que els models potencials dels famosos gravats japonesos o escultures eròtiques hindús desperten menys interès.

### Literatura

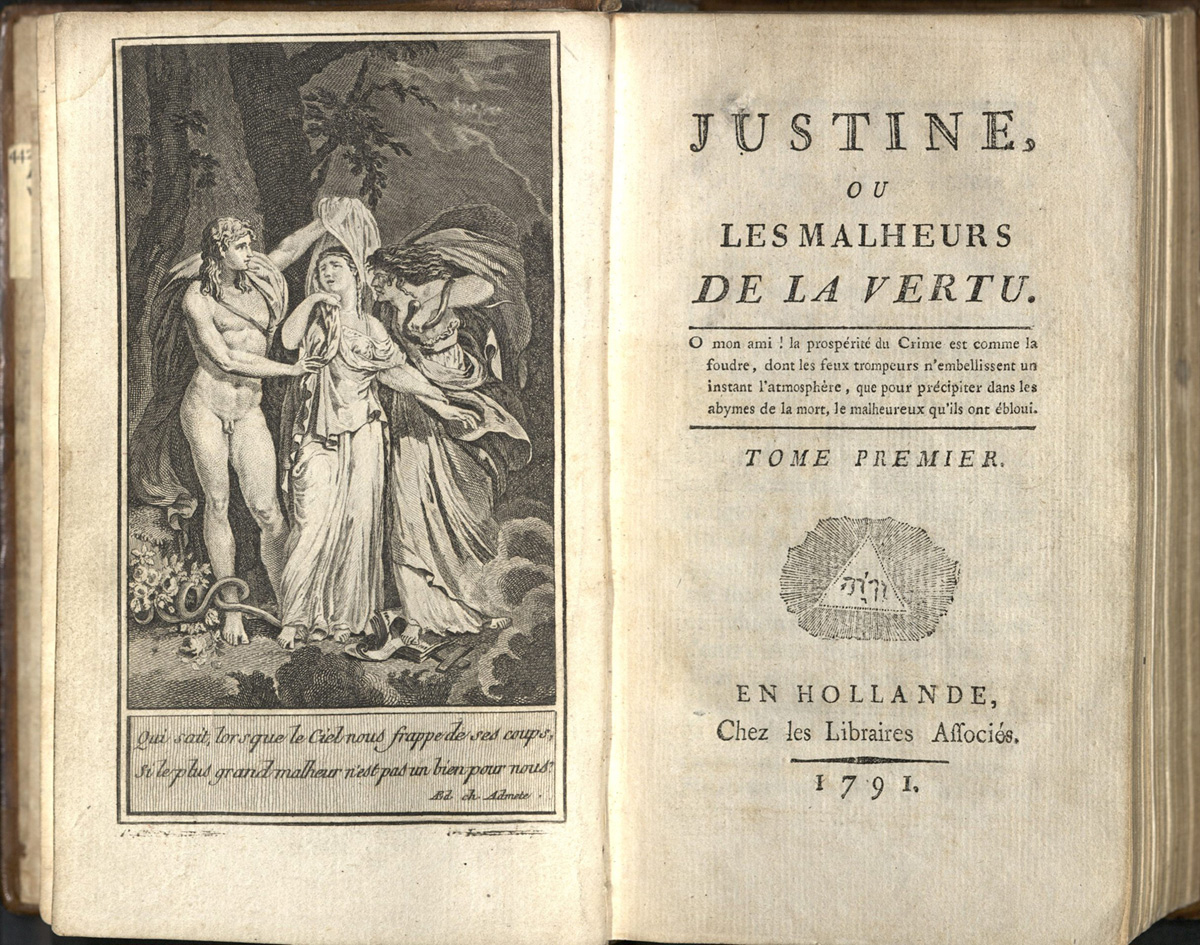
Primera pàgina de Justine, del Marquès de Sade

El sexe i l'erotisme van acompanyar el naixement de la literatura; la sexualitat i les seves manifestacions directes o indirectes són una part integral de la literatura i no es limita a determinat gènere eròtic o pornogràfic i, com a tal, existeixen i cobreixen històries (reals o de ficció) de relacions humanes i que té la intenció de despertar la libido del lector. Es presenta amb la forma de novel·les, contes, memòries, poesia o manuals de sexe. Un fet comú del gènere són les fantasies sexuals sobre temes com la prostitució, orgies, homosexualitat, sadomasoquisme i molts altres temes tabús i fetitxes, que poden ser expressades en un llenguatge més o menys explícit.
Igual que la resta de la literatura fins a la invenció de l'imprenta, el seu moviment estava restringit a un grup molt limitat de lectors. A partir del segle xv, amb l'imprenta, va començar a acostar-se al públic, tot i que l'alfabetització era encara minoritària, tenint forma de censura i restriccions legals per a la publicació d'obres obscenes; això va fer que gran part del material fos publicat de manera clandestina.
Per a la consolidació de la novel·la pornogràfica i la diversificació dels seus contextos formals va tenir un paper decisiu l'aparició de la ficció llibertina del segle xviii, que té el seu màxim exponent en el Marquès de Sade i la novel·la Fanny Hill, de John Cleland, considerada la primera novel·la pornogràfica.

### Art

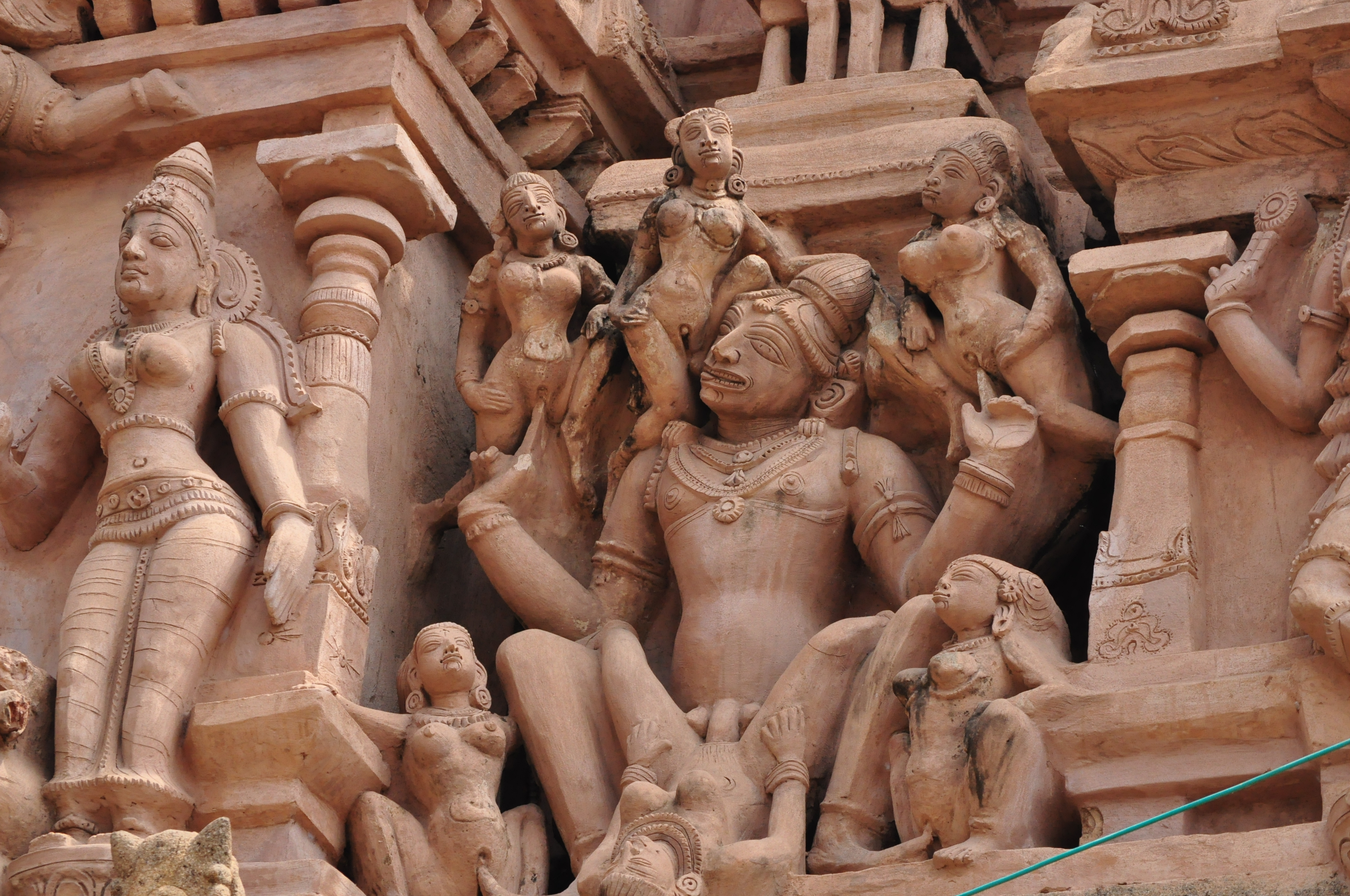
Escena que mostra una relació sexual en un temple hindú de Thirumayam

En l'art paleolític ja es registren pintures rupestres i figures amb característiques sexuals exagerades, com el cas de les Venus paleolítiques, que suggereixen un acte sexual i que podrien ser les estàtues pornogràfiques més antigues.
Gairebé totes les civilitzacions representen escenes de naturalesa sexual associades amb les forces sobrenaturals i que es van integrar en el seu sistema religiós, amb el significat espiritual específic en religions com l'hinduisme, el budisme o el taoisme; o com els antics grecs i romans, que van produir grans obres d'art i decoració eròtica integrada en gran manera amb les seves creences religioses i pràctiques culturals.

### Audiovisual
La invenció del cinema a final del segle xix va portar l'aparició d'una indústria audiovisual en què la pornografia s'estava fent un lloc, encara que va ser considerada obscena i es va intentar de suprimir-la, reduint-la durant molt de temps a una distribució marginal i a la projecció en les llars,  clubs privats i clubs nocturns. En la dècada de 1970 es va començar a regularitzar la seva distribució amb l'establiment de sales X. En la dècada de 1980, la pornografia va aconseguir una àmplia distribució gràcies al vídeo. L'auge d'internet des dels anys 1990 va canviar la forma en què la pornografia, i en particular la pornografia audiovisual, es distribuïa. Va poder evadir la censura que alguns règims establien a la difusió de la pornografia i atorgar als clients més anonimitat com que reduïa el risc de ser descobert a la sortida de botigues «obscures».
A final del segle xx, el cinema pornogràfic es va dissenyar com una indústria multimilionària (amb 11.000 nous títols en DVD cada any a principi del segle xxi) amb pel·lícules distribuïdes a través de la venda o lloguer de DVD, per internet, per canals de pagament per a adults per satèl·lit o per cable, i en sales d'adults. Però des de 2012, l'àmplia oferta de continguts pirates en internet, així com la competència de diverses pàgines web amb contingut de baix cost, va fer que la indústria de la pornografia es fes més petita i menys rendible.
Els actors de pel·lícules pornogràfiques han de ser majors d'edat (18 anys, en general). En molts països, com els Estats Units d'Amèrica, s'han imposat restriccions a les companyies, que obliguen als actors a sotmetre's a exàmens mèdics regulars per a detectar malalties de transmissió sexual, especialment la SIDA.
En els Estats Units d'Amèrica hi ha una xarxa de sales específiques per a totes les pel·lícules que mostren la regió púbica, que és el límit establert per la seva legislació per a etiquetar una pel·lícula com pornogràfica.

### Revistes i còmics

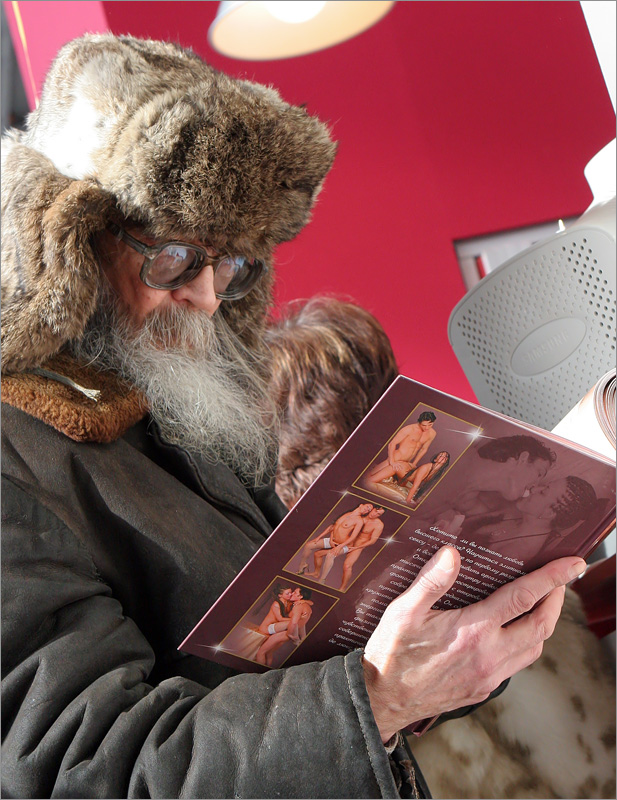
Un home llegint una revista pornogràfica

Tradicionalment, la forma més estesa de la pornografia són les revistes amb fotografies que retraten les dones que desenvolupen actes sexuals de forma explícita, com la masturbació, relacions lèsbiques o heterosexuals, mentre que les imatges dels actes homosexuals entre els homes es limiten a les publicacions dirigides a la comunitat homosexual.
És un mercat que malgrat la competència d'internet té centenars de publicacions a tot el món, amb revistes conegudes com a Playboy, Penthouse, Hustler, Private i moltes altres. També té un notable èxit comercial els còmics pornogràfics, amb autors gràfics de països com Itàlia i Japó que tenen un ampli reconeixement, com és el cas dels italians Guido Crepax, Milo Manara o Giovanna Casotto.

### Internet

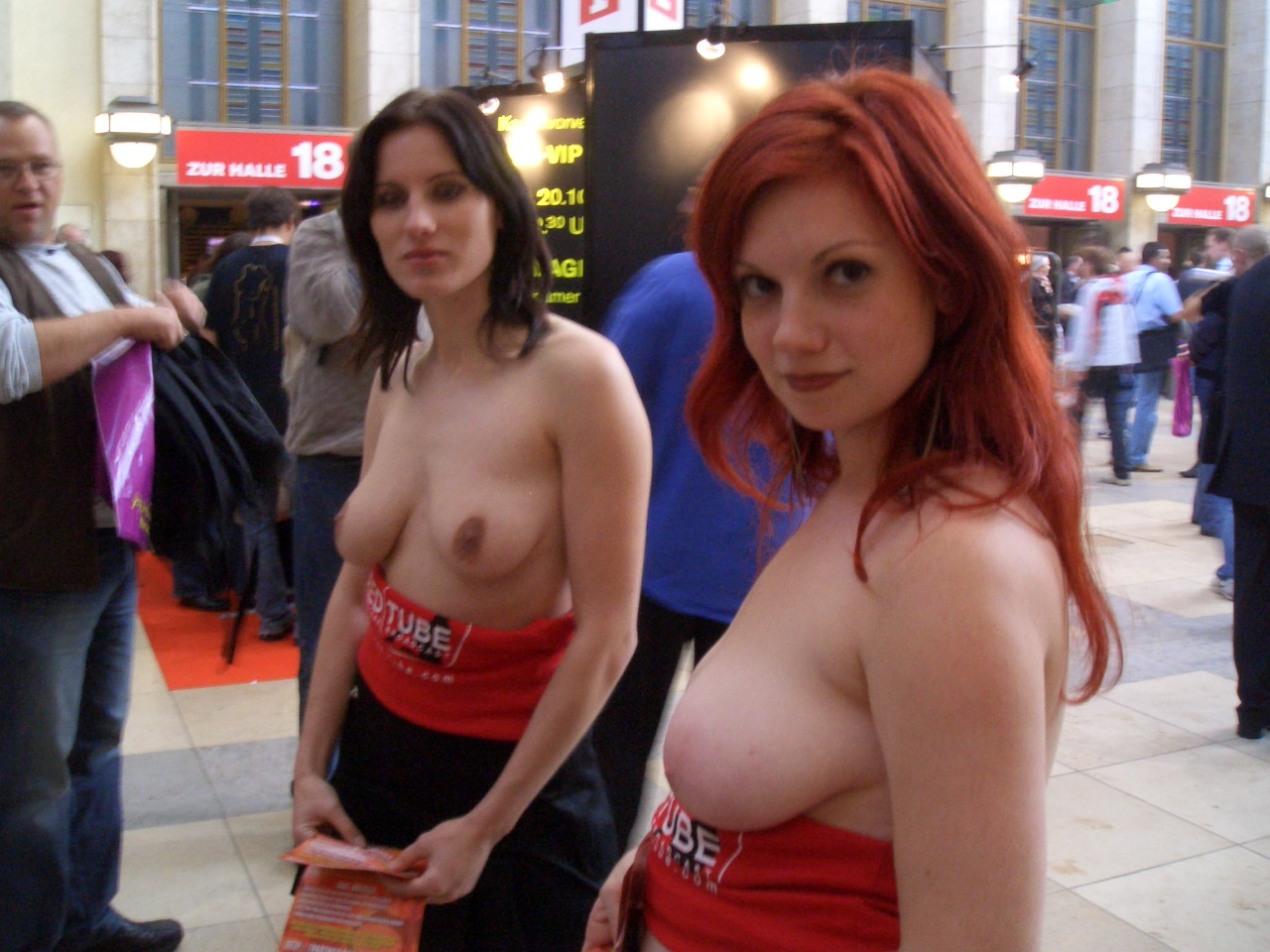
Dues noies de RedTube a l'entrada de l' 11è Venus Berlín

En anys recents, la producció mundial de pornografia s'ha vist durament afectada pel problema de les còpies no autoritzades en internet, que han posat el porno a l'abast de molts a un cost extremadament reduït. En llocs de serveis d'allotjament de vídeo (com YouPorn i RedTube), serveis d'allotjament de fitxers (com RapidShare i Mega), xarxes p2p (com BitTorrent i MLDonkey) i altres llocs, els usuaris poden veure o descarregar tota mena de vídeos pornogràfics, des de petits fragments de 10 minuts de durada fins a pel·lícules completes d'1 hora o més, de forma completament gratuïta, el que ha ocasionat enormes pèrdues financeres a la indústria del sexe.
Als Estats Units d'Amèrica, el principal productor mundial de pornografia, les principals empreses han registrat descensos en els seus guanys d'entre el 25% i el 40%. A final del 2010, corrien rumors de que els estudis més importants s'havien vist obligats a acomiadar nombrosos actors i actrius i a disminuir la seva producció, mentre que els estudis més petits havien desaparegut. A Europa la situació sembla semblant.
A Amèrica Llatina, les còpies no autoritzades d'aquests materials han tingut efectes significatius al Brasil i l'Argentina, els dos principals països productors. En el primer, l'empresa Brasileirinhas va admetre el 2008 que les vendes havien caigut considerablement, tot i que sense esmentar números, mentre que 100% Vídeo, la principal cadena de videoclubs del país, va decidir retirar els DVD pornos de les seves prestatgeries a causa de la baixa de la demanda. A l'Argentina, en tant, de les dues empreses productores que existien el 2009, una va cessar les seves activitats i l'altra es troba a punt de tancar.
Existeixen també altres motius, a banda de les còpies no autoritzades, que han provocat la crisi de la indústria pornogràfica: d'una banda, la proliferació de petits productors, freelance en alguns casos, i els enregistraments de particulars, amb escàs o cap ànim de lucre, penjades a internet. Tots dos casos estan relacionats amb les facilitats d'enregistrament, edició i distribució dels mitjans digitals.

## Història
La pornografia i les representacions eròtiques es remunten a l'antiguitat de la civilització, a temps tan antics i primitius de la història humana com l'era del Paleolític.
El concepte modern de la pornografia, que preval en els nostres dies, es defineix a partir de la comercialització massiva de material eròtic al segle xix durant el període de l'Època Victoriana, abandonant el seu caràcter eròtic-artístic i augmentant la seva distribució a partir de la producció en massa que va definir la Segona revolució industrial.
La pornografia moderna aconsegueix la seva major presència a partir de la Revolució sexual (Edat d'Or del porno) durant els anys 1970, fins a l'actualitat.

### L'antiguitat

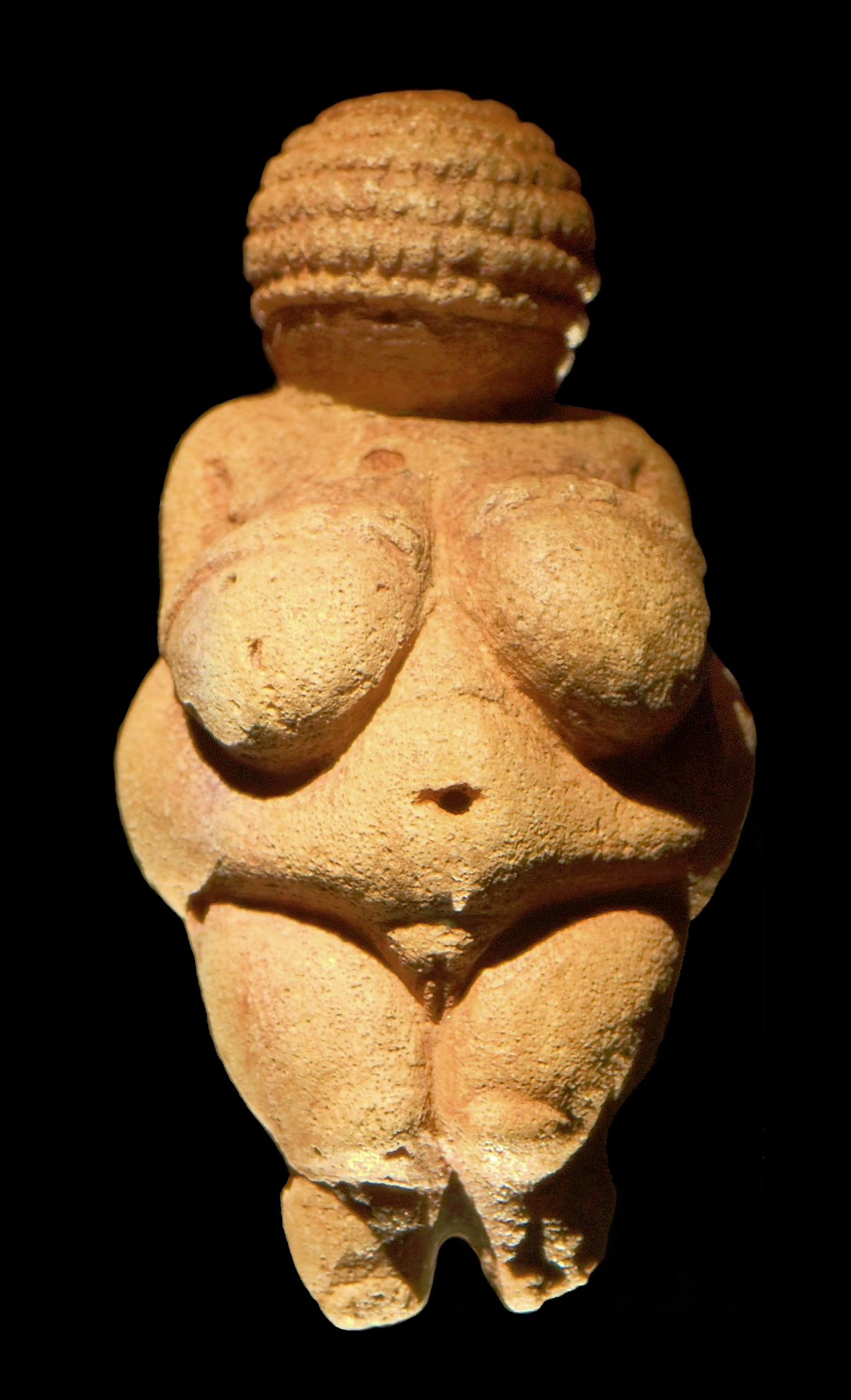
Venus de Willendorf (c. 25.000 aC)

En la societat primitiva de l'homo sapiens nòmada, pertanyent al Paleolític, es desenvolupa el pensament màgic i les bases empíriques com fonaments de les religions primitives, basant el creacionisme humà en el qual s'observava de les capacitats reproductives animals. En les tribus primitives s'estableix el culte totèmic cap a les estructures anatòmiques dedicades a la procreació; el culte cap a l'úter (objecte de culte per la seva capacitat de retenir al fetus i el seu enllumenament) i el culte fàl·lic (considerat com «dipositant de vida»). Basant-se en els cultes antics, s'assumeix que les figures paleolítiques de Venus, com la Venus de Willendorf, evoquen l'admiració humana pels genitals, la maternitat, la fertilitat i l'erotisme, a través de les mamelles i natges de proporcions exagerades, amb una possible intenció de representar pornografia.

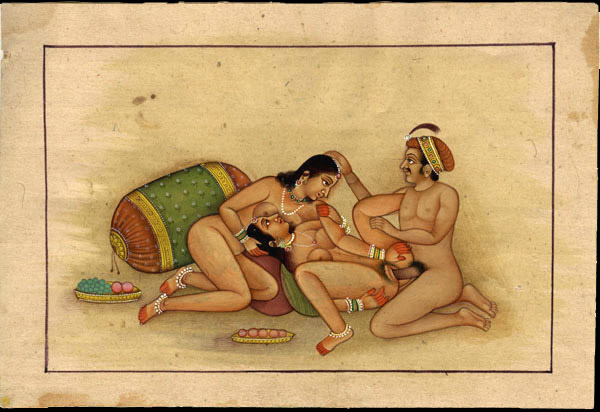
Una il·lustració del
Kama Sutra

En les cultures clàssiques de l'Índia se sobreentenien les virtuts de la sexualitat en les seves diverses formes, com el matrimoni, la masturbació, el sexe grupal, la poligàmia i l'homosexualitat. S'entenia que el sexe, especialment en filosofies com el Tantra, era part de la divinitat natural humana i, de vegades, representava un camí cap a la il·luminació espiritual (maithuna). D'acord amb les visions religioses de l'hinduisme, el budisme i el jainisme, gran part de les pràctiques religioses i filosofies espirituals magnificaven la importància de l'activitat sexual a través de pràctiques i relats amb forts tints eròtics; com l'Ashvamedha Yajna del Rigveda. El Kama Sutra, de Vātsyāyana (c. 400-200 aC), és l'epítom de la sexualitat de l'Índia antiga, un llibre que descriu les pràctiques sexuals que es consideraven ideals per a una parella heterosexual en matrimoni. La societat de l'Índia antiga estava acostumada a la sexualitat i al nudisme, al grau de plasmar-ho en gran part de l'art sagrat que adornava els centres cerimonials. En els relleus exteriors que adornen Khajuraho és possible observar diferents representacions sexuals que representen la sexualitat humana i la sexualitat entre deïtats. Els poemes èpics del Ramayana i el Mahabharata (c. 1500 aC) contenien diverses al·lusions eròtiques i tots dos van ser determinants en la construcció de les societats sexualitzades de l'Orient antic, influint directament en les polítiques i morals sexuals de la cultura japonesa, la cultura xinesa i les cultures tibetanes.
A la Xina, els primers manuals sexuals i poemes eròtics daten del 200 aC, basats en les visions teològiques sobre la complementació de gèneres i fortament influenciats pels textos de la cultura índia, així mateix, apareixen les representacions gràfiques del sexe en l'art popular tradicional en la pintura i en la ceràmica.

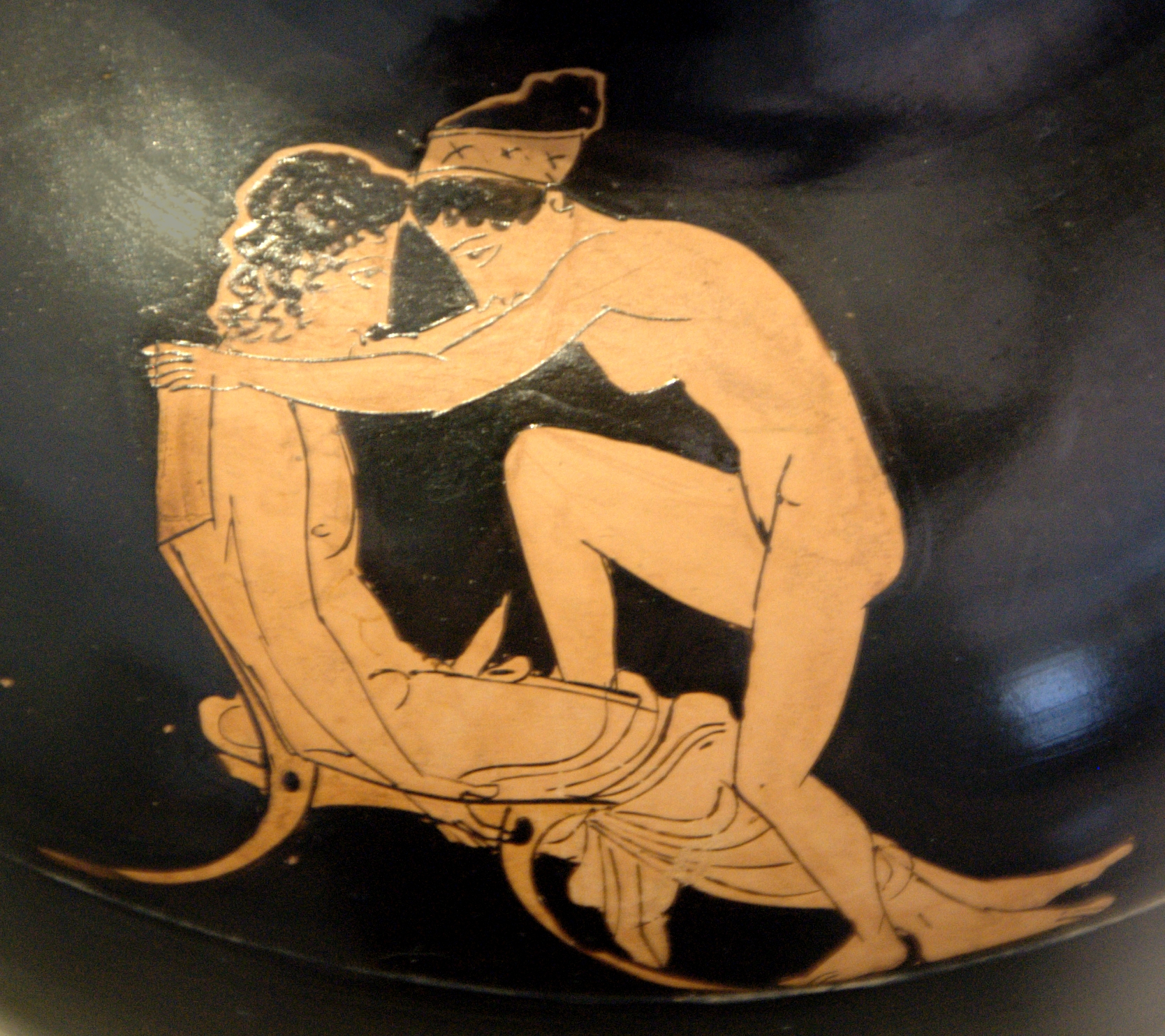
Escena sexual entre un jove i una hetaira. Detall d'una enòcoa àtica de figures vermelles (c. 430 aC). Altes Museum, Berlín

Les societats clàssiques de l'antiga Grècia i l'antic Imperi Romà van adoptar a la sexualitat humana com a base de l'expressió artística. En l'art Clàssic es reprèn una forta fixació artística-estètica per la representació dels éssers mitològics i la representació del cos humà, on el cos femení representava els atributs de la bellesa i la fertilitat, i el cos masculí representava els atributs de la força i la virilitat. Dins de la mitologia grega figuraven deïtats i relats que s'introduïen a la «sexualitat divina» i que recorrien a temes com la poligàmia, l'homosexualitat, la pederàstia, l'abús sexual, les relacions amo-esclau, el sexe grupal, el transgènere, la intersexualitat i la zoofília. En l'art clàssic era sovint falocèntric, posicionant als genitals masculins com a forma central de les arts plàstiques (pintura, escultura, ceràmica i mosaic) en una intenció probablement pornogràfica.
La representació d'escenes sexuals era habitual en l'art popular de l'Imperi Romà, les visions sobre la sexualitat s'acostaven moralment a les visions de la Grècia Clàssica. Una dels exemples més clars de la moral sexual de l'antic Imperi Romà són els detalls dels frescos dels lupanars de Pompeia, on es poden apreciar escenes amb actes de naturalesa sexual que inclouen formes del sexe grupal, el sexe femení-femení, el cunnilingus i el sexe anal masculí. Altres exemples clars són els detalls homoeròtics de la Copa Warren (c. segle i) i la tradició romana del fascinus. Dins de la literatura eròtica clàssica destaquen obres com Erothikos de Plutarc, Thesmophoriazusae d'Aristòfanes, Satyrikon de Petroni, i els Priapeia; a més d'autors com: Estrató de Sardes, Safo de Lesbos, Automedon, Filòdem de Gàdara, Marcus Argentarius, Gai Valeri Catul, Properci, Tibul, Ovidi, Marc Valeri Marcial i Juvenal.

### L'Edat Mitjana i el Renaixement
En l'edat mitjana, amb la dominació del cristianisme, s'entenia a la pornografia com una forma de luxúria i, per tant, com un pecat mortal; la masturbació, la fornicació, la sodomia, l'adulteri i la prostitució eren considerades ofenses «criminals» o «antinaturals» que eren corregides per la Inquisició amb els càstigs religiosos, i fins i tot amb la tortura i la mort.

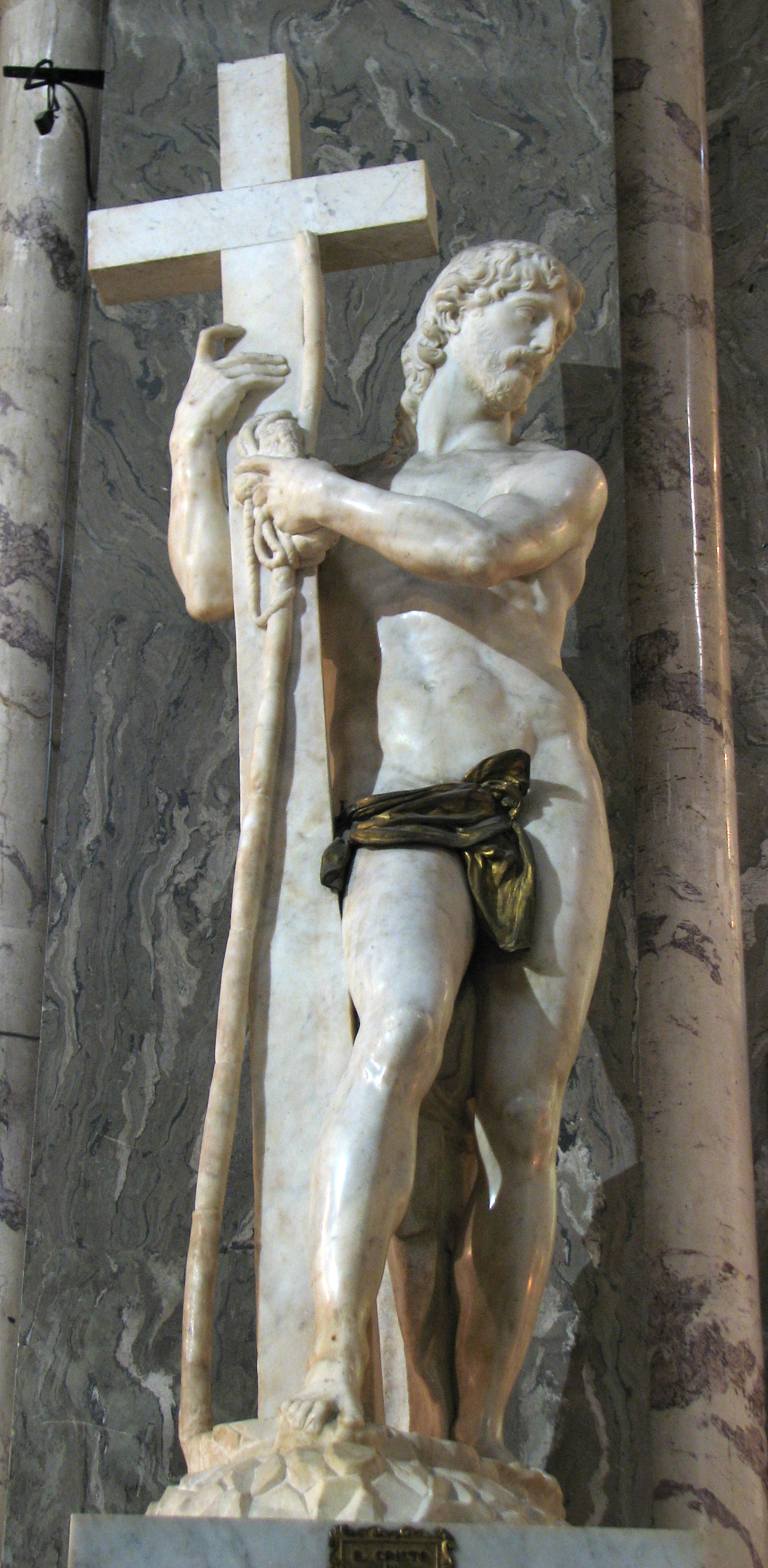
El Crist de la Minerva de Santa Maria sopra Minerva, Roma (1521), de Miquel Àngel

L'art a l'Edat Mitjana es va definir en l'estil teocèntric, a través d'al·lusions religioses de passatges bíblics i ofrenes que exaltaven la perfecció divina, de manera que la nuesa i el sexe eren incompatibles amb les imatges religioses.
La literatura eròtica apareix, sota controvèrsia, en els últims segles de l'Edat Mitjana en obres com Decameró (1353) de Giovanni Boccaccio, introduint la ficció eròtica en els períodes postclàssics, a més de Facetiae (segle xv) de Gian Francesco Poggio Bracciolini i Història de Duobus Amantibus (1444) de Pius II.
Amb l'oblit d'alguns textos explícits de Roman de Renart i de François Villon (1431-1463), alguns veuen en François Rabelais un pioner de la pornografia moderna. Pantagruel, entre d'altres llibres, va estar condemnat per La Sorbona en 1533 com un llibre «obscé». Però aquesta acusació era probablement menys per l'obscenitat del llibre que pel seu esperit general (que pot ser anomenat carnavalesc), molt lluny dels ensenyaments de l'Església. L'obra de Rabelais també reflecteix una mentalitat en la qual la sexualitat encara formava plenament part de la vida humana i no era considerada com un tema tabú, prohibit en la representació i en la parla comuna. En aquest moment, una categoria «pornografia» en realitat era desconeguda, i l'acusació d'obscenitat era molt més pel comportament que per les representacions (escrites o gràfiques).
Les guerres de religió que es van produir en Europa i el moviment de la Contrareforma, van modificar profundament la moral de l'època: d'una banda, la devaluació de la «carn» en el context de religiositat exacerbada serà general entre els segles xvi i xvii, mentre que l'Església tractarà de controlar el comportament més íntim dels seus seguidors (a través de la confessió en particular). És també en aquest moment que neixen com a reacció els textos llibertins, com a part de la modernitat, i s'oposen a la naturalesa de la veritat en les doctrines religioses i els dogmes. Si les representacions pornogràfiques no són vistes com una prioritat, són les víctimes d'aquest clima general de «puritanisme» (en el sentit habitual del terme) que es va establir a Europa: és llavors quan es pinten les fulles de vinya en els frescos de Miquel Àngel al Vaticà.
Va ser en l'època de la Reforma i la Contrareforma que apareix en Occident la distinció entre el que seria «eròtic» (el nu artístic, per exemple) i el que seria «pornogràfic», és a dir, il·legal i condemnat a la clandestinitat (malgrat que aquestes no són les paraules que s'usen en aquest període). La coacció exercida contra la moral fa en aquest moment de la pornografia un exercidi de llibertat i de subversió. Aquest és el cas, a França amb l'expansió de la literatura llibertina al segle xviii, amb autors tan diferents com Diderot (Les Bijoux indiscretes), Crébillon fill (Le sopha, Les Égarements du cœur et de l'esprit), Fougeret de Monbron (Margot la ravaudeuse), i molts altres autors oblidats avui en dia. Les obres del Marquès de Sade són el resultat extrem i singular d'aquesta literatura que dona una versió que pot aparèixer particularment fosc i cruel (el «sadisme» de l'autor acudeix a la matança d'homes, dones i nens). En Anglaterra, Memòries de Fanny Hill, dona del plaer, de John Cleland, pertany a la mateixa tradició «llibertina».

### Elseglexvi
La pornografia, en una forma semblant a la forma actual (pornografia produïda en massa), apareix al segle xvi durant la cultura de la impremta dels primers anys del Renaixement Italià, període en el qual la reproducció de literatura i els gravats augmenten d'una manera considerable a causa del perfeccionament de la impremta medieval que va desenvolupar Johannes Gutenberg al segle xv.

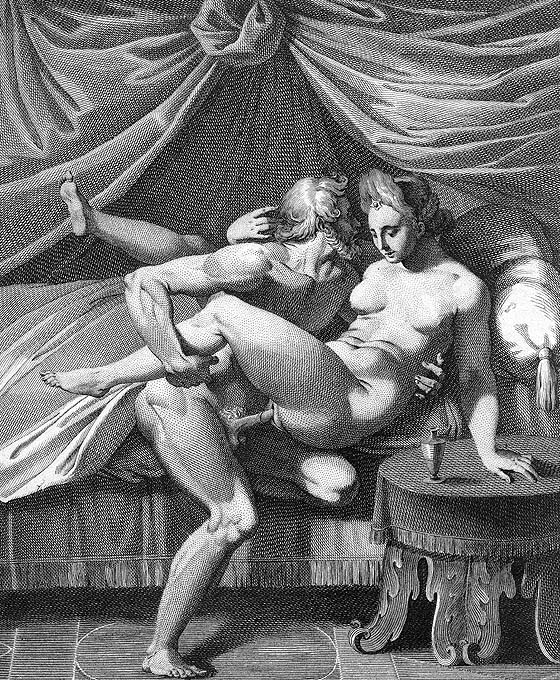
Júpiter i Juno (s. XVI), d'Agostino Carracci

El naixement de la pornografia en el període de la cultura de la impremta està definida amb l'aparició dels gravats pornogràfics I Modi (1524) de Giulio Romano, gravats que van ser publicats sota la direcció de Marcantonio Raimondi en què il·lustraven 16 escenes de la mitologia grecoromana que mostraven nu i sexe explícit. Els gravats van ser decomissats i destruïts segons ordres del Papa Climent VIII, qui també va ordenar l'empresonament de Raimondi, acusant-lo d' «immoralitat». Les versions originals van desaparèixer, però van ser copiades per Agostino Caracci a mitjan segle xvi, versions que sobreviuen fins a la data.
Sonetti lussuriosi (1527) i Ragionamenti (1534-1536), de Pietro Aretino, van ser obres importants que van definir la literatura pornogràfica del segle xvi, el segle xvii i el segle xviii. Sonetti lussuriosi va ser una prosa pornogràfica políticament incorrecta que incorporava l'art de I Modi de Giulio Romano, la qual va ser popular entre l'aristocràcia del segle xvi. En 1558 és publicat l'Heptameró, de Margarida d'Angulema, una altra obra significativa de la cultura de la impremta en la història de la pornografia.
En les arts plàstiques, influenciades per l'humanisme renaixentista, reapareixen el nu i l'admiració del cos humà, tot i que l'art pornogràfic comença a distingir-se de l'art simplement eròtic. Artistes com Miquel Àngel van incorporar notables característiques homoeròtiques a escenes que no són eròtiques en la tradició religiosa, com s'aprecia en el Crucifix del Santo Spirito (1492) que mostra la imatge de Jesucrist totalment nu i en un cos neotènic d'adolescent; o la tomba del Papa Juli II, monument religiós que està adornat per diverses figures masculines completament nues; aquesta peculiar corrent artístic va marcar la transició del puritanisme religiós de l'edat mitjana, a l'admiració estètica del Renaixement. Per altra banda, artistes com Hans Baldung, Giacomo Caraglio i Agostino Carracci produïen gravats més explícits i menys estilitzats que incloïen nus i escenes sexuals.

### Elseglexvii
Les obres de Pietro Aretino van continuar amb gran popularitat durant el segle xvii, sent traduïdes a diferents idiomes i distribuïdes amb secretisme entre els aristòcrates europeus.
Durant el segle xvii, la literatura eròtica es veu frenada per diferents visions morals sobre l'obscenitat, que obligen als autors a publicar obres de forma anònima i amb certa distribució limitada. En aquest segle apareixen obres com L'École des Filles (1655) d'autor anònim, The London Jilt (1683) d'autor anònim i Erotopolis: The Present State of Bettyland (1684) d'autor anònim, però atribuïda a Charles Cotton; l'obra és coneguda per ser la primera obra del gènere Merryland, gènere que descriu al cos de la dona amb analogies topogràfiques i que es va tornar molt popular en la literatura eròtica del segle xviii.

### Elseglexviii
Al segle xviii es popularitza l'art eròtic amb l'aparició d'art Rococó i els últims anys de l'art Barroc, l'erotisme era principalment subtil i moderat, recorrent al nu i a escenes sobreestilizades que marcaven sentiments com l'amor, la passió, la felicitat i la ira. Mentre les arts plàstiques es redefinien amb erotisme subtil i estilitzat, la literatura es tornava més explícita i sexual per les creixents corrents sociopolítiques que desafiaven la moral religiosa tradicional, a través de filosofies com l'anticlericalisme, l'ateisme i les idees de la Il·lustració.

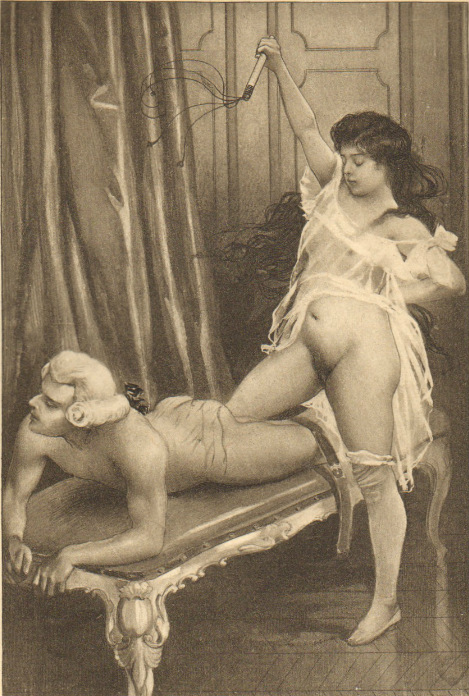
Il·lustració de la novel·la Fanny Hill, per Édouard-Henri Avril

Algunes novel·les eròtiques del segle xviii inclouen: Les bijoux Indiscrets (1747) de Denis Diderot, Thérèse philosophe (1748) de Jean-Baptiste de Boyer, i La Souriciere. The Mousetrap. A Facetious and Sentimental Excursió through part of Austrian Flanders and France (1794) de Timothy Touchit. La novel·la Fanny Hill (1748) de John Cleland és una de les novel·les eròtiques més importants de la història; la novel·la parla del drama de la vida d'una jove prostituta que s'enamora d'un client.
Exponents filosòfics com el Marquès de Sade van ser importants per al desenvolupament de la literatura eròtica; les obres literàries com Justine ou els Malheurs de la Vertu (1787) i Les 120 Journées de Sodome (1785), es caracteritzen per presentar escenaris altament eròtics, normalment acompanyats d'altres situacions socials com els crims sexuals (violació, pedofília, sadisme, mutilació i rapte sexual), així com temes socialment inaceptats en aquella època com l'homosexualitat, la dominació, el bondage, urolàgnia i la coprofàgia.
En la Revolució Francesa, la reina Maria Antonieta era producte de les burles socials i la seva imatge es prestava per a ser representada com una prostituta en pamflets eròtics com Le Godmiché Royal i L'Autrichienne en Goguettes. De la mateixa forma, com atemptat social, eren representats diferents aristòcrates i clergues per a desafiar el règim polític i beneficiar el moviment de la revolució.

### Elseglexix
El concepte de pornografia que es té fins als nostres dies es defineix en l'Època victoriana del segle xix, concepte que prendrà una nova definició amb la invenció i la popularitat de la fotografia que substituirà els treballs de ficció literària i arts plàstiques que van predominar en els segles anteriors. La pornografia, a partir de l'Època victoriana, es va definir per la seva producció a major escala, el que va motivar als governs a establir lleis que prohibissin i regulessin la producció i distribució d'aquesta, basant-se en tradicions religioses per a promoure la prudència i frenar el vici i l'obscenitat entre la societat. La moral de la societat victoriana va motivar als autors de pornografia a distribuir els seus treballs en forma de contraban entre clientela selecta; en altres ocasions, els treballs pornogràfics visuals que contenien nus (especialment el nu femení), eren comercialitzats segons els paràmetres d'«art», model que prevaldrà fins a les Guerres Púbiques a final de la dècada del 1960. Tot i que la cultura de la societat victoriana es definia pel pudor i la prudència, paral·lelament es desenvolupaven morals que contradeien aquest principi socialment entès, com la cultura underground dels bordells i cabarets. Els bordells, els cabarets i la prostitució van ser unes de les principals fonts econòmiques del segle xix a tot Europa; aquests establiments reunien a clientela socialment inacceptada per a l'època com prostitutes, apostadors, alcohòlics, transvestits, homosexuals i afrodescendents, creant una petita concentració social que es va formar paral·lelament a la moral victoriana.

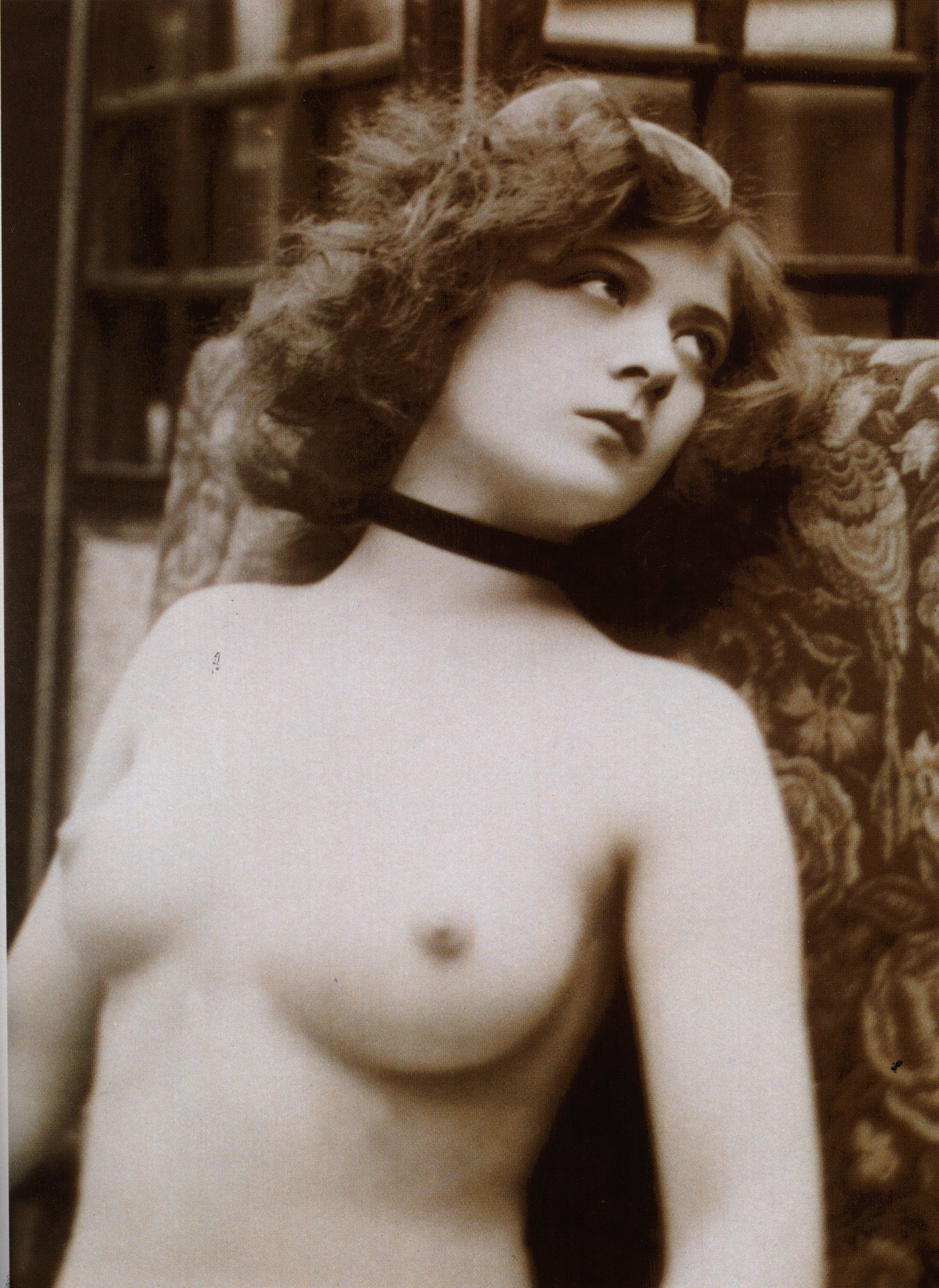
Fotografia del s. XIX, d'autor desconegut

La distribució de pornografia es realitzava principalment de manera comercial en botigues especialitzades al segle xix, quan els costos d'impressió fotogràfica van baixar de manera considerable per a produir pornografia en massa amb mètodes de producció massiva com el Halftone Printing, també en el punt en el qual la fotografia aconsegueix gran popularitat (cap a 1845, quan es popularitza el daguerreotip); els principals consumidors de la pornografia en aquest tipus d'establiments van ser homes de classes altes. Davant d'aquesta creixent popularitat del consum de material pornogràfic i freqüència a llocs de comerç sexual, es van començar a aplicar diferents lleis polítiques que perseguien qualsevol tipus de comportament immoral. En 1857, la corona del Regne Unit va publicar l'Obscene Publications Act, com a part de les reformes i peticions legals que va obtenir la Society for the Suppression of Vice (Societat per a la Supressió del Vici), que va obtenir com a resultat implicar la criminalització de tot material pornogràfic i propaganda que promogués actes immorals per a l'època (anticoncepció, amor lliure i homosexualitat) i la detenció dels seus distribuïdors sota els càrrecs de «immoralitat». De manera similar, en 1873, es publiquen les lleis de Comstock als Estats Units, lleis que tenien el mateix objectiu i buscaven la regulació de la pornografia i els actes immorals, a més de ser fonamentals en el naixement de l'agenda del feminisme radical per la criminalització del control de la natalitat com a dret femení.

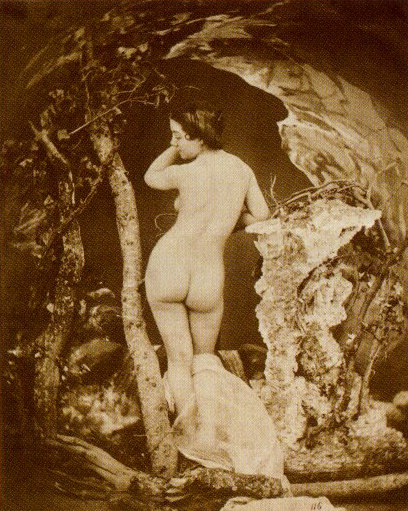
Fotografia d'Auguste Belloc (c. 1855)

El que la pornografia fos criminalitzada, va propiciar la seva distribució irregular en forma de contraban, així mateix, els treballs pornogràfics van començar a sortir al mercat sota autories anònimes. Obres com My Secret Life (1888) i la publicació The Pearl (1879-1880) van ser assumpte de controvèrsies legals per tractar-se de «literatura obscena».
En la fotografia pornogràfica apareixen autors com: Jean Marie Canellas, Jean Louis Marie Eugène Durieu, Wilhelm von Plueschow, Auguste Belloc, Charles Gilhousen, Wilhelm von Gloeden, Louis Jean-Baptiste Igout, Max Koch, Pierre Louÿs, Gaudenzio Marconi, Félix-Jacques Moulin i Louis-Camille d'Olivier.

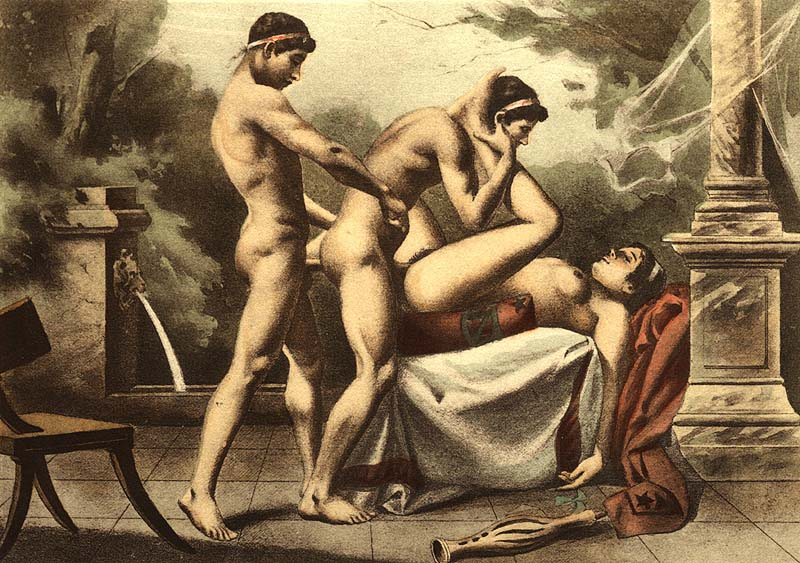
Il·lustració de De figuris Veneris (s. XIX), per Édouard-Henri Avril

En àmbits relacionats, il·lustradors com Martin van Maele i Édouard-Henri Avril van realitzar il·lustracions completament pornogràfiques per a il·lustrar novel·les eròtiques i sàtires polític-socials en publicacions independents.
La nuesa va ser una de les característiques naturals de l'Impressionisme artístic, dedicant-se a retratar escenes senzilles i quotidianes que expressaven la visió de l'autor. Aquest mateix nu natural va formar un nou estàndard de bellesa en la societat victoriana durant la segona meitat del segle xix, modificant les moralitat que la societat percebia de la nuesa i incorporant-la a un nou criteri d'art comercial. Aquesta nova perspectiva artística va facilitar la distribució de pornografia, removent el seu objectiu original i reclassificant-la com una obra artística. L'obra Olympia (1863) d'Édouard Manet és una de les obres més significatives de l'art eròtic victorià per la recepció negativa i les controvèrsies legals que va generar en la societat artística, per tractar-se de la imatge d'una cortesana completament nua. Pintors impressionistes com Edgar Degas, Max Liebermann, Henri de Toulouse-Lautrec i Henry Scott Tuke es van destacar en el corrent artístic de l'impressionisme per retratar escenes quotidianes com el bany i els jocs infantils a la platja, les quals contenien, necessàriament, escenes de nus en les seves imatges.

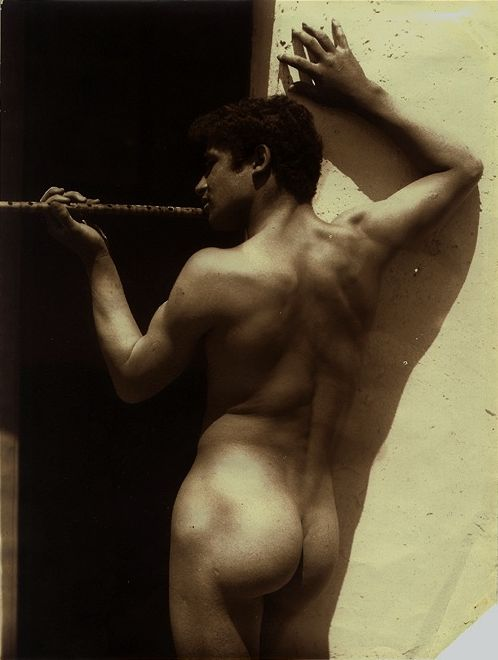
Despullat amb una flauta (c. 1895), de Wilhelm von Gloeden

Un altre fonament popular per a la distribució legal de la pornografia van ser els «propòsits il·lustratius». La pornografia i la nuesa van ser habituals en els estudis i assajos de publicacions científiques i enciclopèdies il·lustratives, com aquelles que estudiaven les societats tribals durant l'ocupació europea a Àsia i Àfrica al segle xix, mostrant les tradicions regionals i cànons de bellesa entre aquests grups ètnics. En aquest corrent destaquen les fotografies i il·lustracions de J. Garrigues, de Jean Geiser, de Rodolphe Neuer, de P. Madeleine i de Lehnert & Landrock, que es van dedicar a l'exploració de les societats ètniques al sud d'Àsia per a la descripció dels seus costums, prenent fotografies de dones de la zona amb els seus vestits tradicionals en una forma eròtica; aquestes fotografies eren de gran enrenou social a causa de les diferències entre la pesada indumentària victoriana, i la indumentària lleugera i la pràctica del topless entre les dones de les ètnies en zones tropicals.

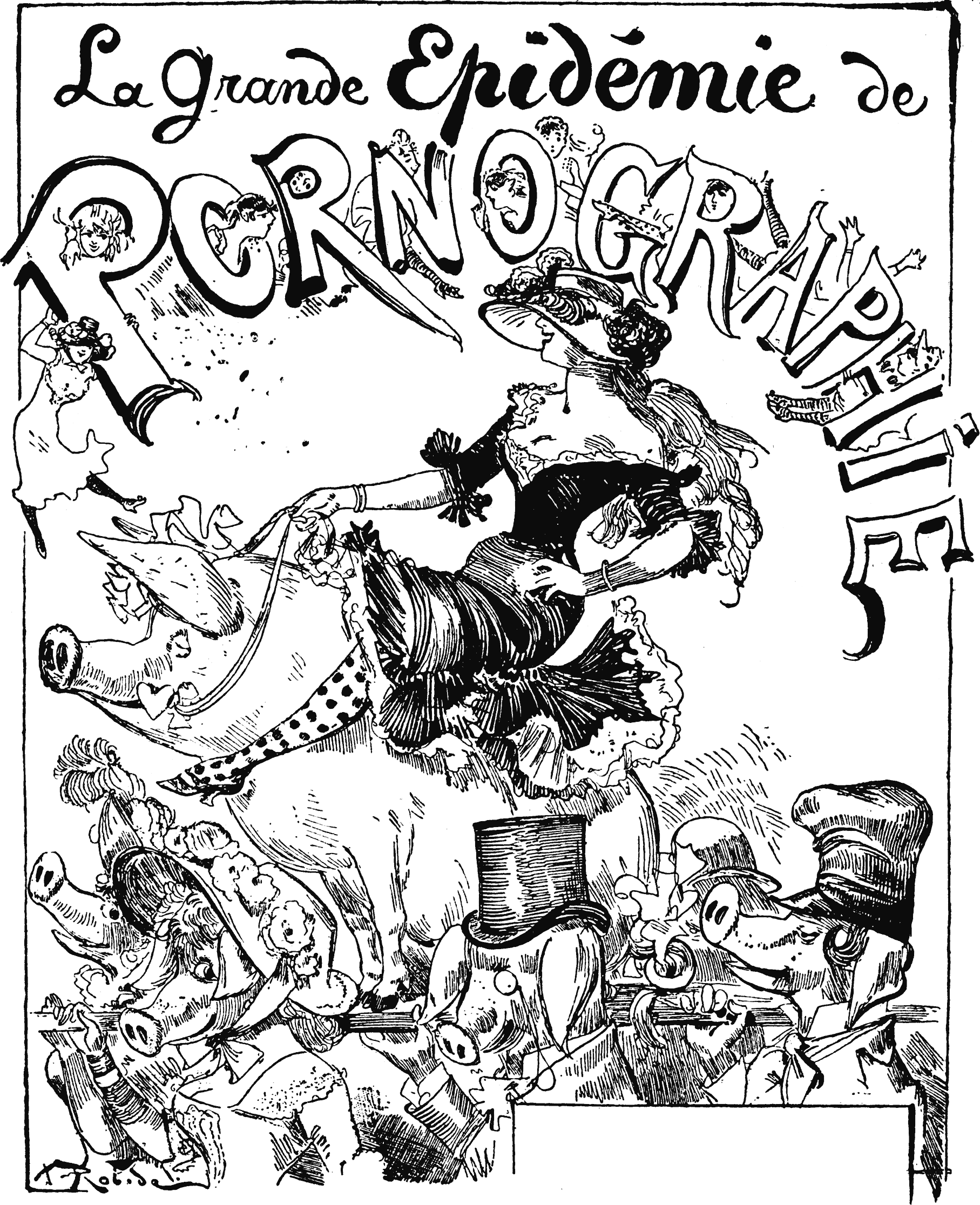
«La gran epidèmia de pornografia», il·lustració francesa del s. XIX de Le Courrier français illustré

Cap al 1890, la fotografia pornogràfica pren gran popularitat entre els homes de classes mitjanes i classes altes, constant principalment de fotografies de dones completament nues o mig despullades amb qualitat softcore. És a partir de 1890 que comencen a aparèixer major nombre de fotografies hardcore amb sexe penetratiu o sexe oral entre un home i una dona en la majoria ocasions. La pornografia continuava sent distribuïda de forma il·legal, principalment la pornografia per a homes homosexuals, la qual constava d'imatges d'homes prims entre 20 i 25 anys completament nus en la majoria de les seves ocasions. La pornografia homosexual, a causa del caràcter il·legal de l'homosexualitat en països com Anglaterra i els Estats Units al segle xix, era principalment comercialitzada com a art, pel que els seus autors buscaven la representació d'escenes de la mitologia grecoromana perquè aquesta tingués un caràcter més artístic i que ressaltés la «bellesa grecoromana» que formava l'estètica sofisticada de la naixent cultura gai.
El cinematògraf dels germans Lumière apareix de forma comercial en 1895. És un any després de la publicació comercial quan apareix la primera pel·lícula pornogràfica. La primera stag film (terme antic utilitzat per a la pornografia abans de la seva legalització el 1968) va ser la pel·lícula francesa Le coucher de la Mariée (1896), dirigida per Léar i produïda per Eugène Pirou, pel·lícula protagonitzada per Louise Willy, una actriu de cabaret, que fa un striptease i té relacions sexuals amb un home. Les stag films van ser un gran salt cap a la pornografia contemporània, ja que van introduir un nou caràcter voyeurista perquè l'espectador pugui sentir-se com si estigués físicament present en l'escena, a més de popularitzar el vídeo com a principal mitjà per a la publicació de la pornografia comercial que es té fins als nostres dies.

### Elseglexx
Al segle xx, la pornografia travessa diferents enfrontaments legals i socials que van definir el concepte contemporani que existeix en l'actualitat. Durant la primera meitat del segle xx, la pornografia va estar totalment prohibida per diferents lleis als Estats Units i Anglaterra (principals productors i consumidors de pornografia al segle xx i al segle xxi) que van regular la seva distribució. A partir de la Revolució sexual en els anys 1960 comença a prendre una major divulgació, a causa del debilitament i anul·lació de les lleis que la regulaven als anys 1960, influenciats en el corrent de la recerca de drets sexuals que va motivar el moviment de la Revolució sexual.
A partir de 1970, la societat va començar a acostumar-se a les diverses formes d'expressió sexual, inclosa la pornografia, de manera que la pornografia comença a distribuir-se de manera massiva en diferents mitjans com el vídeo, caracteritzant-se per una durada curta o mitjana i amb costos de producció molt baixos. L'evolució del vídeo ha estat fonamental en el desenvolupament de la pornografia al segle xx.

#### EraPre-code(1900-1929)
El cinema comercial comença a florir en els primers anys del segle xx a partir de curtmetratges senzills que eren presentats en cinemes (cinemes viatgers de baix cost i poca capacitat) que van ser populars als Estats Units i Anglaterra entre 1900 i 1920. A Free Ride (1915), dirigida per «A Wise Guy», és una de les primeres pel·lícules pornogràfiques que sobreviuen fins a la data, que introdueix i popularitza els temes que sobreviuen en la pornografia actual, com els arguments senzills que connecten les escenes sexuals, a més de posicions i pràctiques com el voyeurisme i el threesome.
En la fotografia, entre 1900 i 1929, apareixen artistes com Edward Streichen, Fred Holland Day, Heinrich Zille, Anne W. Brigman, Julian Mandel, Stanislaus Walery i Jean Agélou.
El període Pre-code va ser el període anterior al Codi Hays (1934-1966), en què la regulació dels mitjans audiovisuals i el cinema no estava regulat per cap llei governamental als Estats Units, per la qual cosa les pel·lícules comencen a explotar temàtiques lascives com el sexe explícit, la nuesa, el crim, la violència i les drogues. Aquest període sense regulació legal va permetre l'ampli i primitiu desenvolupament del cinema pornogràfic cap a mitjans dels anys 1920, període que acaba amb la institució del Codi Hays en els anys 1930 i la crisi de l'auge econòmic en l'any 1929. Altres aspectes que van permetre el desenvolupament de la pornografia entre 1910 i 1920 va ser la cultura sexualitzada de la dona flapper, el naixement del cabaret americà i la institució comercial del sexe en la publicitat per a la venda de productes de consum principalment masculí, com l'alcohol i tabac.
Bernard Natan és un dels primers directors coneguts de pornografia (abandonant l'anonimat i aconseguint gran varietat de títols en els quals ell mateix actuava de vegades) que va introduir temàtiques com la bisexualitat, l'homosexualitat i el masoquisme al cinema pornogràfic. Le ménage moderne du Madame Butterfly (1920) és considerada com la primera pel·lícula pornogràfica en retratar activitat sexual homosexual (sexe masculí-masculí i sexe femení-femení), pel·lícula que va ser protagonitzada pel mateix Bernard Natan i altres actors desacreditats.
Algunes pel·lícules pornogràfiques (algunes considerades com a pel·lícules històriques o classificades en la categoria de pel·lícula perduda) entre 1905 i 1930 inclouen: La Coiffeuse (1905), Mousquetaire au Restaurant (c. 1920), L'Atelier Faiminette (1921), Agenor fait un Levage (1925), L'Heure du Thé (1925), La Voyeuse (c. 1924), La Fessée à l'École (c. 1925), Mr. Abbot Bitt at Convent (c. 1925) i Massatges (1930).
En la dècada del 1920, en l'escena del jazz, apareixen publicacions de distribució irregular denominades Bíblia de Tijuana (en anglès: Tijuana bible), publicacions de gran popularitat entre els anys 1920 i 1940 que es van caracteritzar per presentar escenes sexuals de ficció pròpia que involucraven personatges amb personalitats de la vida política, celebritats del cinema i personatges amb copyright, tal com els personatges de Fleischer Studios, els personatges de Walt Disney Animation i les tires còmiques dels diaris de principis de segle. Betty Boop, creada per Max Fleischer de Fleischer Studios, és un clar exemple de la cultura sexualitzada del període Pre-code i la base directa de la historieta eròtica, personatge que representa una dona sexualitzada de l'Era del Jazz (conegudes com a flappers), la qual va haver de ser redissenyada de manera «menys provocativa» a l'entrada del Codi Hays.
El nu i l'erotisme en l'art, entre 1900 i 1930, estaven completament introduïts i normalitzats com una tècnica artística i element freqüent en les arts plàstiques, apreciable en les pintures fauvistes de danses grupals per Henri Matisse i les pintures precisionistes de mariners orinant o masturbant per Charles Demuth. El nu en l'art va deixar de representar gran controvèrsia per tractar-se de treballs artístics que pretenien emfatitzar la bellesa natural i la perfecció estètica del cos humà.

#### Erabombshell(1930-1959)
El Codi Hays va entrar en vigència el 1934 com una mesura per a reduir les representacions considerades immorals en els mitjans audiovisuals que havien prevalgut en les primeres dècades de vida del cinema. Després d'haver estat passatemps d'un grup molt limitat, la pornografia es va tornar un tema controvertit i negatiu en la societat estatunidenca de la primera meitat del segle xx, a causa de l'afició religiosa per «acabar amb el vici i el pecat» de filosofies religioses com el Cristianisme evangèlic i el Moviment dels Sants dels Últims Dies, a més de la intervenció governamental i la cultura de la postguerra que entenien la masturbació com un mètode destructiu que danyava la salut física dels homes, desenvolupant mètodes i cures alternatives que anaven des del consum d'aliments «miraculosos» (Graham Crackers i Corn Flakes, tots dos amb èxit comercial), fins a la teràpia d'electroxocs (utilitzada per al tractament de «patiments» considerats com malalties mentals en l'època, com el transgènere i l'homosexualitat).
La pornografia cinematogràfica es torna pràcticament inexistent fins als últims anys de la dècada del 1950, anys en què el Codi Hays comença a afeblir-se. En canvi, l'erotisme es va fer present en versions artístiques més suaus com les històries sensacionalistes del pulp, el disseny endomorf dels superherois en l'Era daurada del còmic i l'art pin-up (noia de calendari). Les obres considerades com obscenes eren decomissades o clausurades, a més d'una sentència a la presó per a l'autor d'aquesta, el que va convertir als treballs sexualment explícits en treballs anònims i de distribució irregular o, simplement, subjectes a les normes generals de censura. En els anys 1930 i els anys 1940, es va popularitzar una forma explotativa del cinema que es va comercialitzar com cinema Cautionary (precaució) en el qual es mostraven històries sensacionalistes amb sexe explícit, consum de drogues, prostitució, homosexualitat, fornicació, mestissatge i avortament, com una mesura per alertar els pares dels «perills» als quals els seus fills adolescents estaven exposats; les pel·lícules va tenir un gran èxit comercial.
La literatura pulp va cobrar gran popularitat a partir de la dècada del 1930, caracteritzada per la seva enquadernació senzilla, la seva distribució barata, les seves cridaneres portades amb escenes eròtiques o violentes i les seves històries enfocades a la ficció d'explotació com el sexe, el consum de drogues, l'ocultisme i la violència.
El còmic es va consagrar en la dècada del 1930 amb la publicació massiva de personatges sobrenaturals que combaten els criminals, personatges amb cossos musculosos i vestits ajustats que van generar diverses controvèrsies en anys posteriors amb el llibre de Fredric Wertham, Seduction of the Innocent (1954), en el qual aclamarà que el disseny dels còmics contenia referències al nu, al feixisme, al comunisme i a l'homosexualitat (teories que van de la mà amb les oposicions polítiques del Terror Nuclear i s'ajusten a les polítiques del McCarthisme).
En la literatura pulp es popularitzen gèneres com el Spicy & Saucy, gènere dedicat al públic heterosexual masculí que retratava històries fantàstiques protagonitzades per un personatge masculí aventurer, valent i violent que es dedicava a combatre perills per a rescatar un personatge femení en perill, donant origen a la literatura periòdica dedicada als homes. El 1947 apareix la revista fetitxista Bizarre sota la direcció de John Willie, revista especialitzada en la fotografia fetitx que va llançar a la fama a la model Bettie Page, però que va desaparèixer uns anys després per problemes econòmics i controvèrsies legals.

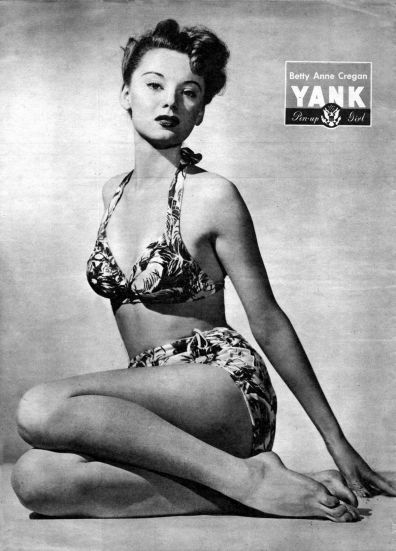
Portada de Yank, the Army Weekly, amb Betty Anne Cregan (1945)

A partir de la dècada del 1930, apareixen les anomenades «revistes per a cavallers» (Gentlemen 's Magazine) amb editorials com Gentlemen's Quarterly (GQ) el 1931 i Esquire el 1933, revistes que anys més tard dedicaran les seves pàgines a la publicació de fotografia eròtica per atraure el públic heterosexual masculí. Les «revistes per a cavallers» amb contingut eròtic neixen als Estats Units durant la Segona Guerra Mundial, sorgint com un incentiu moral (moral booster) distribuït per organismes del govern per als soldats masculins en els fronts de guerra i com una manera publicitària per atreure l'atenció masculina a l'allistament i el combat voluntari. La distribució de revistes amb art pin-up (noia de calendari) entre els membres de l'armada i la marina dels Estats Units sorgeix amb la revista de l'exèrcit Yank, the Army Weekly, per tal de representar un incentiu per als soldats perquè no contractessin els serveis sexuals de prostitutes i no adquirir alguna malaltia de transmissió sexual com la sífilis, malaltia que va afectar fortament a les tropes mundials durant la Segona Guerra Mundial i que va ser detinguda amb la incorporació reeixida de la penicil·lina com tractament a mitjans dels anys 1940. El pin-up i el cheesecake (fotografia glamour) van ser un estil distintiu de pintura i fotografia que va predominar en el període de la censura contra la pornografia entre 1890 i 1950, tenint la seva major producció entre 1940 i 1950; l'art pin-up es va caracteritzar per presentar imatges provocatives de dones, d'una forma que no és considerada com obscenitat, ni pornografia, accentuant el glamour, la bellesa, la coqueteria i la ingenuïtat, art en el qual destaquen les obres de Gil Elvgren.
El terme bombshell va ser un terme popular entre 1940 i 1950, utilitzat per definir el que avui es coneix com a símbol sexual femení (en anglès: sex symbol), definint a actrius de la faràndula que van fer fama de la seva bellesa com Marilyn Monroe, Grace Kelly i Bette Davis, a més d'artistes pin-up com Frances Rafferty i Jane Greer.

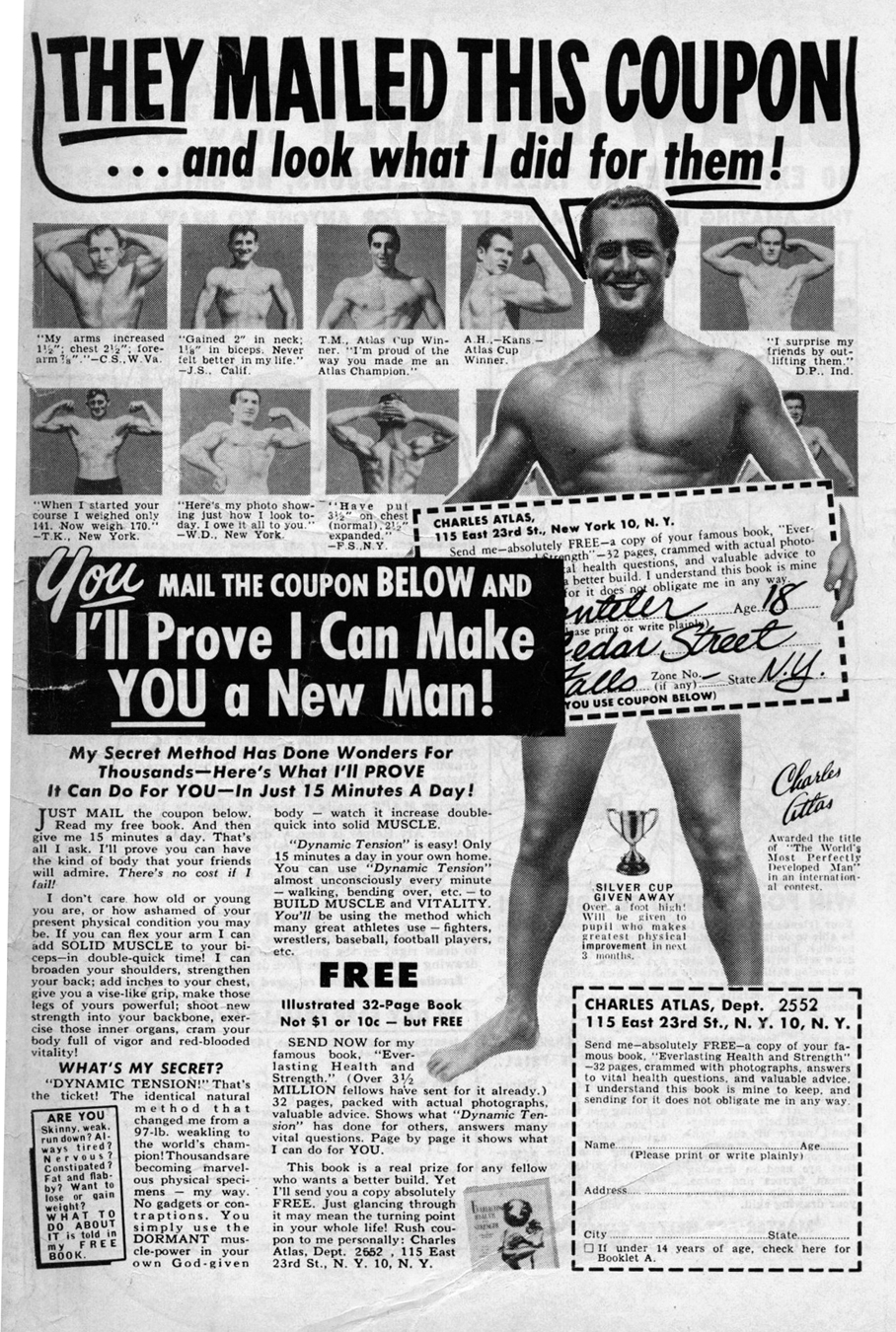
Publicitat de l'any 1953 (un exemple de beefcake)

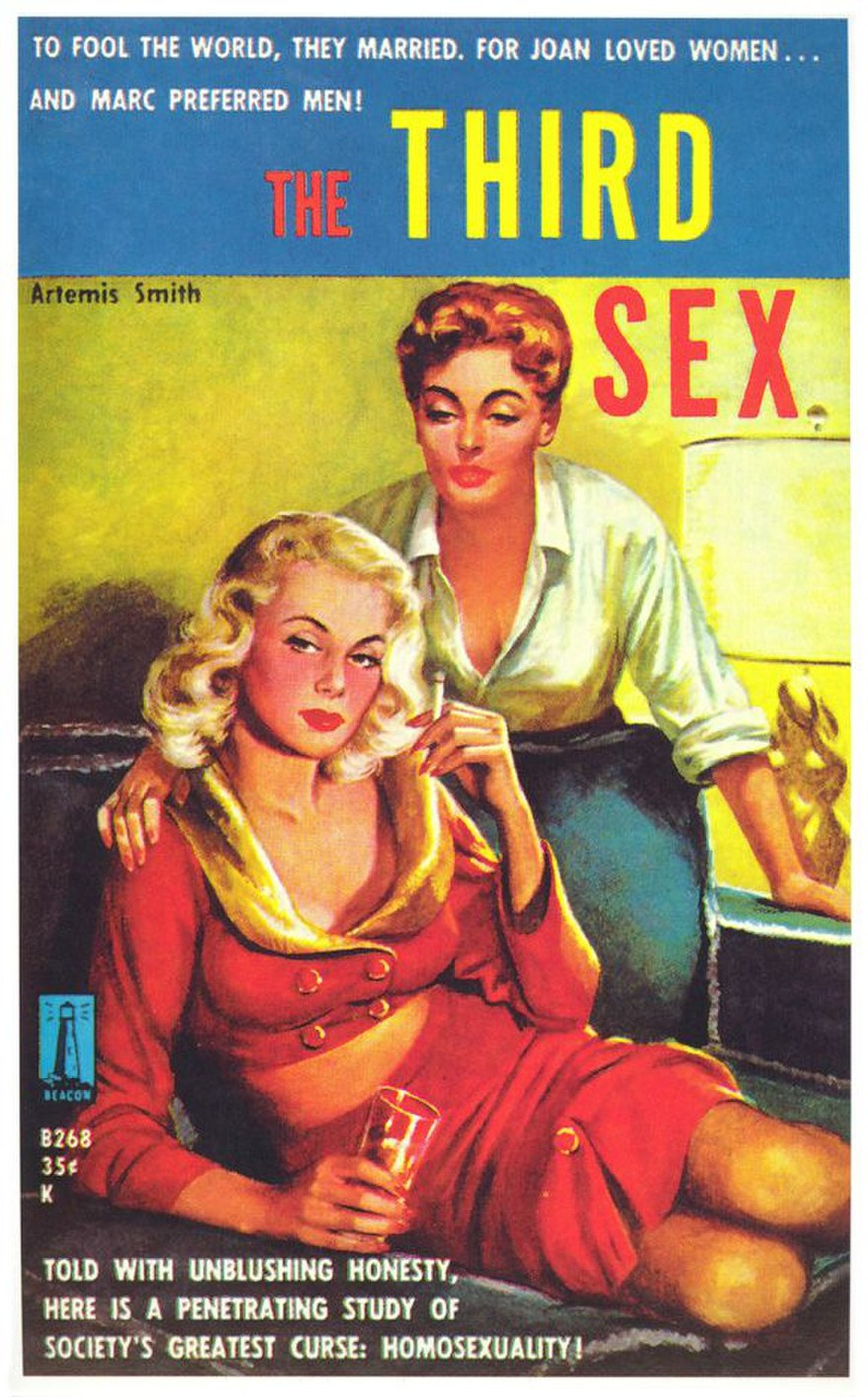
Portada de The Third Sex (1959), novel·la lèsbica pulp fiction d'Artemis Smith, pseudònim d'Annselm Morpurgo

Després de la Segona Guerra Mundial i amb l'arribada del Baby Boom, sorgeix la cultura americana i l'American Way of Life (estil de vida americà), i amb això, les seves ambicions per a enfortir el país per a la guerra que s'acostava amb el Bloc Soviètic, de manera que el govern va començar a promoure campanyes per a introduir la cultura de l'esport i l'activitat física per tal d'enfortir als soldats. Davant aquesta creixent cultura de la salut, comencen a aparèixer alguns catàlegs, tractaments i productes innovadors per a la crema de calories i la millora de la massa muscular, així com revistes especialitzades en el fitness i el fisioculturisme que assumien aquestes pràctiques com a pròpies de la masculinitat. En aquest escenari sorgeix la contrapart masculina del pin-up, el beefcake, estil de fotografia i publicacions relacionades que retrataven homes musculosos en posis atlètiques amb la intenció superficial de distribuir aquests pamflets, com una revista de fitness, però amb la visió ocultament homosexual de el seu autor i dissenyada per al consum obert d'homes homosexuals i bisexuals. En l'art beefcake destaquen artistes com Bob Mizer, George Quaintance i Danny Fitzgerald, així com publicacions com Physique Pictorial i The Male Figure que es presentaven en format similar un catàleg de modelatge en el qual apareixien les fotos de joves fisicoculturistes, amb una llista de les seves capacitats i les seves mesures i, sovint, posant en tanga o suspensori per a evadir les regles de censura i les al·legacions d'homosexualitat i sodomia.
El 1952, la Cort Suprema dels Estats Units va determinar que el cinema està protegit per la Primera Esmena i la Catorzena Esmena de la Constitució (cas Joseph Burstyn, Inc vs Wilson), emfatitzant la llibertat d'expressió com a element de la producció en els mitjans audiovisuals, el que donarà pas al naixement del cinema d'explotació (Exploitation film) en els pròxims anys.
El 1953 apareix la revista Playboy, revista fundada per Hugh Hefner amb la intenció de reivindicar l'estil de vida sexual de l'home de classe mitjana, revista que es va convertir en la primera revista pornogràfica de distribució massiva en el mateix any amb el centerfold de Marilyn Monroe, encara que la revista va estar en diverses controvèrsies per obscenitat fins a l'any 1957.
Després de la Segona Guerra Mundial, apareixen grups juvenils que s'oposaven a les filosofies del govern i les seves polítiques militars, cristal·litzant en subcultures com els greasers i els hipster en els anys 1940, la identitat incloïa l'apreciació musical, el consum i la sexualitat relaxada, donant pas a la Generació Beat. De 1937 a 1948 Alfred Kinsey va publicar una sèrie d'estudis demogràfics en els va qüestionar grans grups sobre masturbació, pràctiques sexuals no procreatiues i atracció homosexual, estudis que van revolucionar el pensament americà i van provar que l'activat sexual de la majoria de les persones era molt més diversa i freqüent del que es creia necessari per a le mera procreació. També va contribuir a l'emancipació dels gais. La Generació Beat es va caracteritzar per l'extensa crítica a les polítiques del govern americà i a la societat conservadora. Va introduir temes prohibtis com l'agnosticisme, l'espiritualitat alternativa, el consum de drogues i una idea general de tolerància cap a les races segregades i al LGBT, corrent on destaquen autors com Allen Ginsberg, Jack Kerouac i William S. Burroughs.
A la dècada del 1950, apareixen gèneres més explícits del pulp com el Men's Adventure, gènere dedicat al públic masculí que contenia històries irreals que asseguraven ser veritables, protagonitzades per un home supervivent en relats de mort, atacat per animals, dones desitjoses de sexe, exèrcits comunistes, etc. Així, a la fi dels anys 1950, també apareixen altres enfocaments més explícits com les de l'editorial Greenleaf Publications, editorial d'autors anònims que va estar embolicada en diverses controvèrsies en la seva història per publicar històries pornogràfiques i, sovint, amb al·lusions al sexe explícit, sexe grupal, sexe casual, adulteri, mestissatge, assassinat, BDSM i l'homosexualitat.
El 1957, la Cort Suprema dels Estats Units d'Amèrica va determinar que el Test Hicklin (paràmetres per a considerar un treball com obscè) era invàlid i que es consideraria en el cas que el material fos catalogat com obscè per un estàndard majoritari i no tingués valor artístic (Roth vs United States). Aquest cas va permetre la venda comercial de pornografia amb qualitat d'art, la qual deixaria de ser art quan mostrés exposats els genitals femenins (la jurisdicció sobre el nu masculí com obscè va continuar fins a 1962), donant l'inici al període semi-legal de la pornografia per a homes heterosexuals coneguda com a «Guerres púbiques» i permetent a revistes com Playboy continuar en el mercat en els anys 1960 com una revista de «fotografia artística» amb articles respectables de periodisme.

#### Erasexploitation(1960-1969)
A principis de la dècada dels 60, el Codi Hays comença a afeblir-a causa de les insistències artístiques de protecció a la Primera Esmena i els nous paràmetres d'obscenitat («sexe és diferent de obscè») que apareixen després de les modificacions legals en les lleis estatunidenques, donant origen a l'Era Daurada del sexploitation, corrent del cinema d'explotació que emfatitza els detalls sexuals i el nu, amb una producció de cinema B i exhibides en teatres especials denominats grindhouse (antecedents directes dels cinemes porno que van sorgir en els anys 1970, dedicats a presentar pel·lícules d'explotació i obligats a seguir regles d'admissió que limitaven l'entrada a majors d'edat).

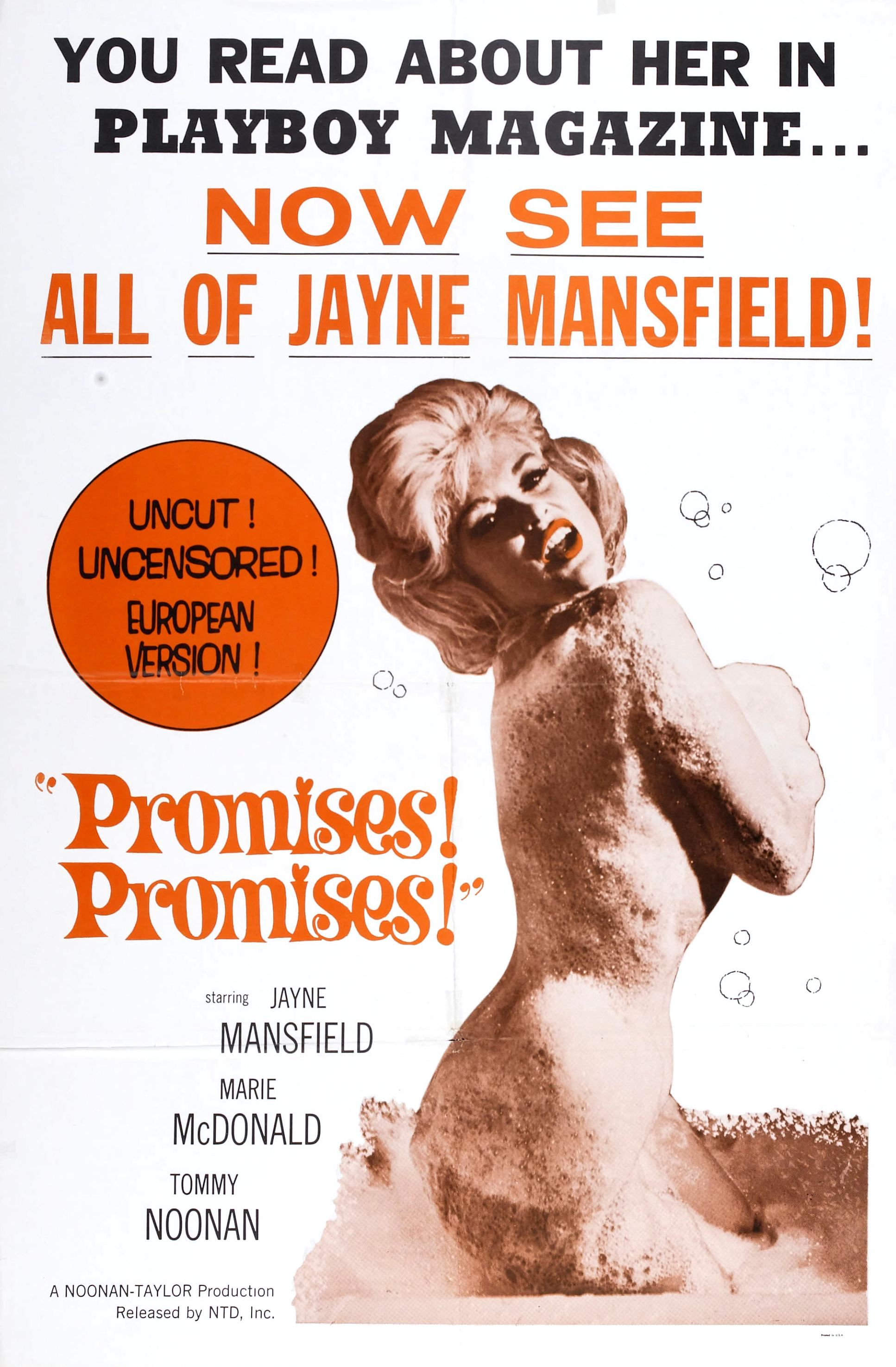
Cartell de la pel·lícula Promises! Promises! (1963)

El gènere sexploitation va ser molt popular en els anys 60, valent-se de publicitat eròtica que amb prou feines cobria els requeriments oficials de censura i qu advertia que l'entrada estava restringida a majors d'edat; malgrat les seves afeccions legals, el cinema sexploitation estava sovint embolicat en controvèrsies d'obscenitat.
Algunes pel·lícules del gènere inclouen: The Twilight Girls (1961), Nude on the Moon (1961), Daughter of the Sun (1962), Hous of Women (1962), Satan in High Heels (1962), Scum of the Earth! (1963), Lorna (1964), Faster, Pussycat! Kill! Kill! (1965), Orgy of the Dead (1965), Mudhoney (1965), I Am Curious (1967), Space Thing (1968), The Smashing Bird I Used to Know (1969), Language of Love (1969) i The Secret Sex Lives of Romeo and Juliet (1969). El sexploitation arriba al seu màxim grau de producció en els anys 1970 amb l'arribada del Porno chic, valent-se de nous gèneres com el Nunsploitation, el Women in Prison i el Nazisploitation.
L'any 1962, la Cort Suprema dels Estats Units d'Amèrica va determinar, després de retenir algunes revistes beefcake del flux postal per considerar-les obscenes i «no enviables», que el nu masculí s'ha d'ajustar als mateixos paràmetres d'obscenitat que s'aplicaven al nu femení des de l'any 1957 (MANual Enterprises vs. Day). En aquest nou corrent de fotografia homoerótica masculina apareixen artistes com Jim French (fundador de la companyia COLT Studio Group, productora de pornografia gai que tindrà gran importància en el període del porno chic i la crisi de la SIDA, i que en les publicacions apareixia amb el pseudònim de Rip Colt), i cineastes de cinema experimental com Kenneth Anger amb Scorpio Rising (1964) i Andy Warhol amb pel·lícules com Blow Job (1964), Vinyl (1965) i Flesh (1968). A mitjans dels anys 60 apareix una versió formal del Moviment d'alliberament LGBT, el qual s'intensificarà a partir de l'any 1969 en els aldarulls de Stonewall, caracteritzant-se per defensar la idea que l'efectivitat del moviment es basa en la visibilitat sexual. En la cultura gai surt a la llum la subcultura leather, subcultura sexual underground caracteritzada per la influència greaser i el hipermasculinisme, que florirà fins als anys 1970.
El moviment hippie va ser fonamental en el desenvolupament de la revolució sexual i la transició dels ideals socials al període del postmodernisme cultural, ja que imposen una filosofia de sexualitat relaxada que era incloent i tolerant respecte a temes condemnats socialment com la fornicació (canviant els ideals matrimonials cap a la dona que la lligaven a la castedat i el pudor), la interracialit (canviant les visions socials sobre la barreja de races i afavorint el moviment pels drets civils als Estats Units), l'homosexualitat (afavorint el sorgiment polític de la identitat LGBT i els seus moviments socials posteriors) i el sexe alternatiu (popularitzant idees que redefinien les pràctiques sexuals com el sexe tàntric, el sexe espiritual, el sexe grupal, el sexe casual i la heteroflexibilitat). La segona onada del feminisme neix a la segona meitat del segle xx amb la publicació internacional de Le Deuxième Sexe (1949) de Simone de Beauvoir el 1953. El moviment es veu influenciat per la venda lliure d'anticonceptius orals i l'aparició de literatura que analitzava de forma crítica les postures del sexisme, la llibertat procreativa i els rols de gènere tradicionals en la dona, com els assajos Sex and the Single Girl (1961) d'Helen Gurley Brown, i The Feminine Mystique (1963) de Betty Friedan.
El 1965 apareix la revista anglesa enthouse, sota la direcció de Bob Guccione, però aconsegueix abast internacional amb la publicació als Estats Units l'any 1969 amb la principal intenció de competir amb el contingut de la revista Playboy, caracteritzant-se per una fotografia molt més arriscada que mostrava els genitals femenins i borrissol púbic, en una intenció per atraure el públic masculí que buscava escenes provocatives. En anys següents, Penthouse va redefinir la pornografia a l'incloure fotografia hardcore amb sexe penetratiu, a més de ser la primera revista a mostrar vulves i anus femenins de manera gràfica.
El 1969, la Cort Suprema de Justícia dels Estats Units d'Amèrica retira els càrrecs aixecats contra un home que posseïa pornografia en vídeo per a ús personal (Stanley vs. Geòrgia). En el mateix any, Dinamarca es converteix en el primer país a legalitzar la pornografia, el que va derivar en l'alta producció de pel·lícules amb material pornogràfic entre els anys 1970 i 1974.

#### Porno chic(1970-1989)
La recent legalització de la pornografia en Dinamarca va permetre la producció de dos documentals fonamentals en la història de la pornografia: Censorship in Denmark: A New Approach (1970) i Sexual Freedom in Denmark (1970), documentals que van ser públicament exhibits en Estats Units. Censorship in Denmark: A New Approach (1970) contenia diferents formes de pornografia i sexe real, iniciant la categoria del sexe real (en anglès: unsimulated sex) en el corrent principal de la cinematografia, que desafiava conceptes com el sexe simulat encara que aquesta categoria ja posseïa alguns antecedents en pel·lícules europees com Un Chant d'Amour (1950), Gift (1966) i la sèrie documental They Call Us Misfits (1967). Els documentals van evadir les polítiques de censura dels Estats Units pel seu «contingut educatiu», ja que formalitzava un tema d' «importància social», redefinint les morals estatunidenques sobre l'exhibició oberta de pornografia. A principis dels anys 70 comencen a produir-se, de forma massiva, gran quantitat de pel·lícules eròtiques o pornogràfiques en Dinamarca en què destaquen la sèrie de pel·lícules Bedside-films (1970-1976) i la sèrie de pel·lícules Zodiac-films (1973-1978).
Mona the Virgin Nymph (1970) va ser la primera pel·lícula pornogràfica en obtenir una àmplia distribució i recaptació econòmica. La pel·lícula parla d'una dona anomenada Mona que li promet a la seva mare romandre verge fins a arribar al matrimoni; per controvèrsies legals, la pel·lícula original va haver de ser exhibida sense els crèdits, sota una producció anònima (més tard es revelaria que va ser produïda per Bill Osco i dirigida per Michael Benveniste i Howard Ziehm) que la va distribuir per diversos cinemes porno i teatres grindhouse de les principals ciutats dels Estats Units. Un any més tard, Boys in the Sand (1971) es converteix en la primera pel·lícula pornogràfica gai de major distribució oberta i recaptació econòmica, a més de ser la primera pel·lícula pornogràfica en exhibir els crèdits i la primera pel·lícula pornogràfica en parodiar el títol d'una pel·lícula (paròdia del títol de la pel·lícula The Boys in the Band).

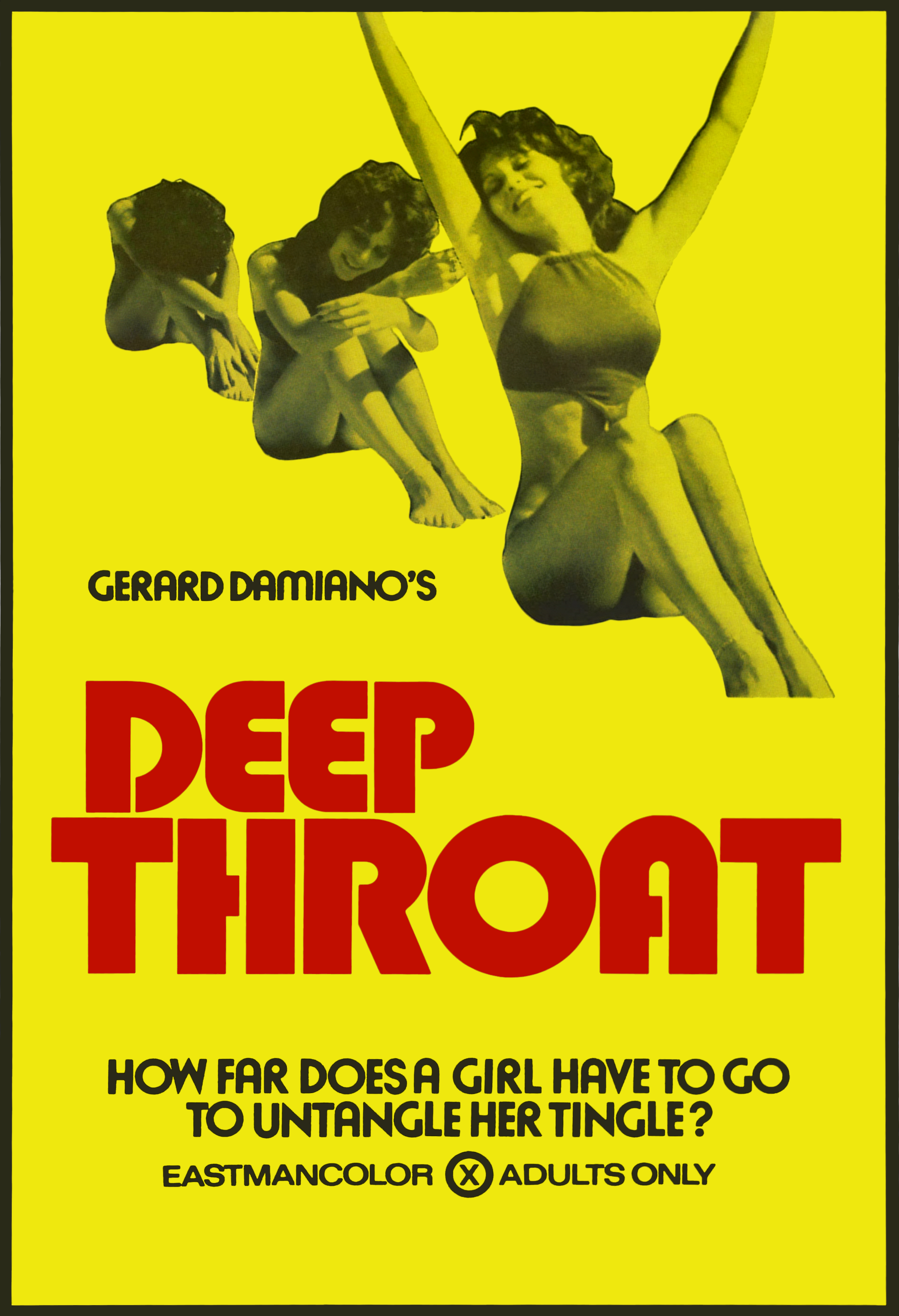
Cartell de Deep Throat (1972)

Deep Throat (1972) és consagrada com la pel·lícula pornogràfica de major distribució i recaptació en la dècada del 1970, consagrada com una icona de la revolució sexual i una icona del porno chic (Era Daurada de la Pornografia), període en el qual veure pornografia es va convertir en alguna cosa chic (amb estil, amb classe, popular). Deep Throat va incloure una trama absurda que connectava les escenes sexuals, a més d'una banda sonora chill out amb diverses pistes de gèneres com el funk i lounge. La pel·lícula va tenir un gran abast als Estats Units i altres països, encara que va estar subjecta a les jurisdiccions sobre la pornografia, pel que va estar prohibida la seva exhibició en alguns llocs dels Estats Units. La pel·lícula contenia crèdits amb pseudònims com «Lou Perry» per al productor Louis Peraino i «Linda Lovelace» per a l'actriu principal Linda Susan Boreman, a més d'humor ocasional i efectes de so humorístics de fons com campanes i pirotècnia per emfatitzar els orgasmes de Lovelace.
Després dels aldarulls de Stonewall el 1969, la comunitat LGBT va obtenir major visibilitat social, en aquesta tendència sorgeix una nova cultura d'homes gai a Califòrnia coneguda com a Castro clone, cultura que s'apropiava les característiques de l'home homosexual de la classe obrera. De la mateixa manera, surt a la cultura popular la subcultura leather, que s'havia mantingut en secret durant diverses dècades des de la Segona Guerra Mundial, subcultura fonamental en la perspectiva homosexual de la pornografia i la indústria del sexe. Tom de Finlàndia és el màxim icona del leather, responsable de posicionar el leather i altres fetitxos (mariners, obrers, motoristes i cowboys) dins l'imaginari de la pornografia gai amb els seus còmics i art hipermasculinista que exaltava la mida dels genitals i natges dels seus personatges i que emfatitzava escenes hipersexualizades de sadomasoquisme, BDSM i cruising.
El 1973, la Cort Suprema de Justícia dels Estats Units d'Amèrica va determinar que per a considerar un treball com obscè s'han de seguir els paràmetres del Test Miller: 
- si una persona mitjana, considerant estàndards «de la comunitat», considera un treball, en conjunt, com una obra d'interès lasciu
- si el treball retrata, de manera ofensiva, representació d'actes que una llei proscriu clarament
- si el treball, pres en conjunt, no té valor des d'un punt de vista literari, artístic, polític o científic (Miller vs. Califòrnia).

El treball seria únicament considerat obscè quan aquests tres paràmetres estiguessin presents, el que va permetre finalment la «legalitat de la pornografia», ja que la majoria dels treballs cinematogràfics i impresos no complien amb aquests tres paràmetres. Aquesta modificació legal i la popularitat del VHS com a dispositiu domèstic, van permetre la distribució massiva de pornografia fins a final de la dècada del 1990, quan internet comença a guanyar popularitat i s'industrialitza el format DVD.

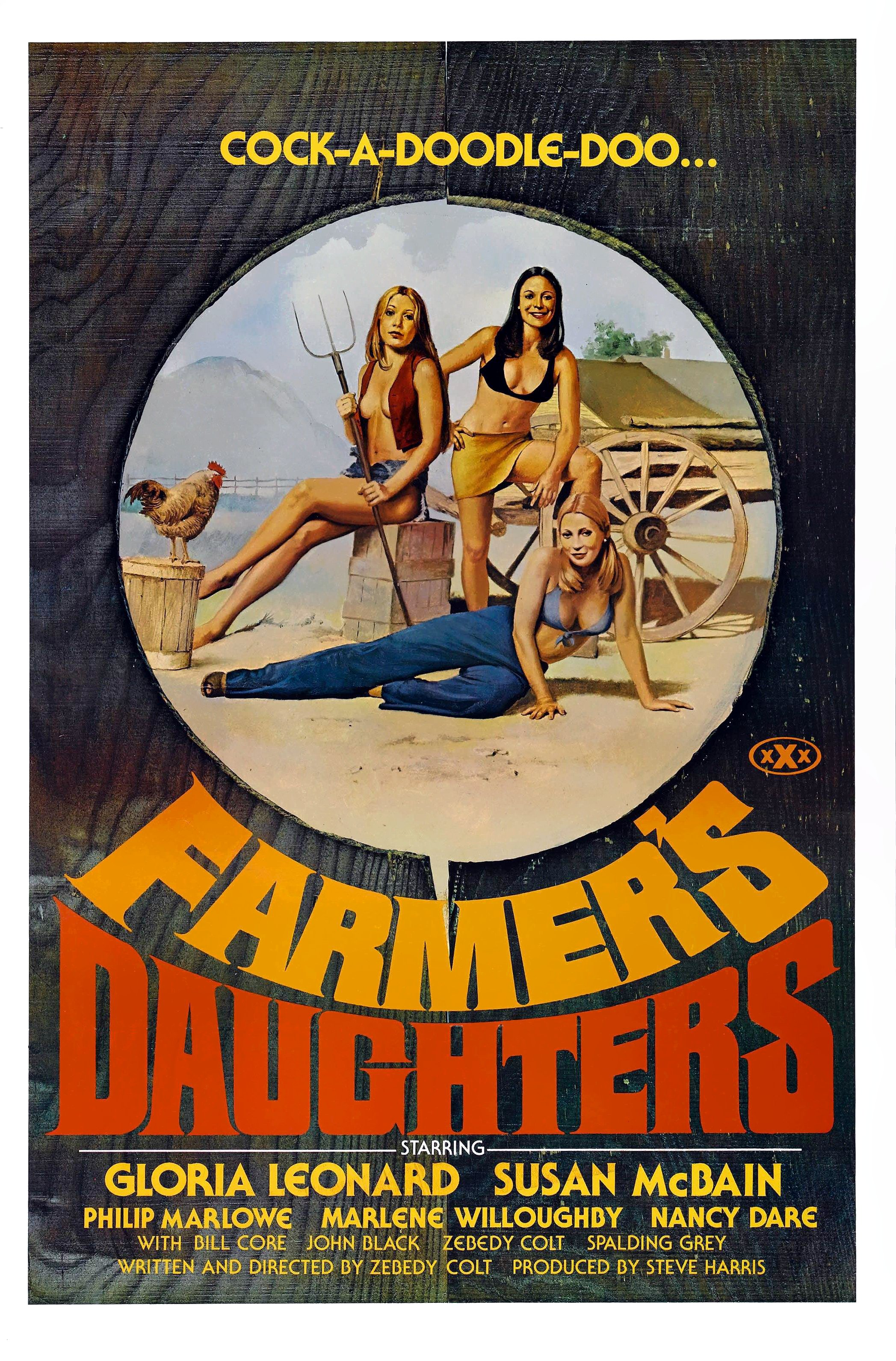
Cartell de Farmer's Daughters (1976)

Algunes pel·lícules pornogràfiques, significatives del període porno chic després de Deep Throat, inclouen: Behind the Green Door (1972), The Devil in Miss Jones (1973), Resurrection of Eve (1973), The Cheerleaders (1973), Memories Within Miss Aggie (1974), The Private Afternoons of Pamela Mann (1974), Flesh Gordon (1974), Sensations (1975), The Story of Joanna (1975), A Dirty Western (1975), Alice in Wonderland (1976), Through the Looking Glass (1976), The Opening of Misty Beethoven (1976), Spirit of Seventy Sex (1976), Inside Jennifer Welles (1977), Debbie Does Dallas (1978), Pretty Peaches (1978), Inside Désirée Cousteau (1979), Taboo (1980), Talk Dirty to Me (1980), Insatiable (1980), Nightdreams (1981), Cafe Flesh (1982) i Reel People (1984). Alguns productors del porno chic inclouen Bill Osco, Alex de Renzy i Radley Metzger; alguns actors inclouen: Linda Lovelace, Marilyn Chambers, Annette Haven, Georgina Spelvin, John Holmes, Johnnie Keyes, Kay Parker, Robert Kerman, Annie Sprinkle, Candida Royalle, Juliet Anderson, Harry Reems, John Leslie, Ron Jeremy, Paul Thomas, Desireé Cousteau, Jennifer Welles, Gloria Leonard, Billy Dee, Lisa de Leeuw, Jacqueline Lorains, Colleen Brennan, Nina Hartley, Seka, Traci Lords, Taija Rae i Vanessa del Río.
Algunes pel·lícules de pornografia gai del porno chic inclouen: Nights in Black Leather (1973), That Boy (1974), Kansas City Trucking Co. (1976), El Paso Wrecking Corp. (1978), A Night at the Adonis (1978), L.A. Tool & Die (1979) i The Bigger the Better (1984). Jean-Daniel Cadinot és un dels productors de pornografia gai més famosos del període del porno chic. Alguns actors del porno chic inclouen: Zebedy Colt, Jamie Gillis, Peter Berlin i Jack Wrangler.
En l'era del sexploitation i del cinema gore de la dècada del 1970, apareix una pel·lícula que va definir les postures feministes sobre la pornografia, Snuff (1976). La pel·lícula retratava la història d'una dona embolicada en una secta ocultista en una regió de l'Argentina, la qual és assassinada després de ser abusada sexualment per homes d'identitat desconeguda. La pel·lícula, tot i tenir escenes de sexe real, no va ser catalogada com a pel·lícula pornogràfica i va ser promocionada com a pel·lícula snuff (mesos després es va descobrir que l'assassinat vist en la pel·lícula va ser actuat, tot i que va popularitzar les llegendes urbanes d'assassinat real al cinema i, per descomptat, el terme snuff en la cultura popular). La pel·lícula va detonar la crítica feminista per retratar l'assassinat sense sentit d'una dona innocent que és objecte d'abús sexual, avivant les crítiques cap al sexisme en la pornografia i la submissió de la dona per al plaer de l'home en la indústria del sexe i la prostitució. Aquesta filosofia va intensificar les guerres feministes pel sexe (debats feministes entre la dècada del 1970 i la dècada del 1980 que van tractar les postures sobre temes com la pornografia, la indústria del sexe, la prostitució, l'homosexualitat, la bisexualitat, el transgènere i el BDSM) i va dividir al feminisme en dues ideologies: el feminisme antipornografia que considera la pornografia com un símbol sexista de repressió i submissió de la dona, i el feminisme prosexe que considera la pornografia com una representació d'apoderament i llibertat sexual autònoma de la dona.
Davant les noves escenes feministes i la diversitat d'opinions sobre la pornografia, apareix la revista Playgirl el 1973, consagrant-se com la primera revista pornogràfica amb enfocament feminista (definint el que avui es coneix com a pornografia feminista o female friendly). Playgirl apareix enfocada a les dones heterosexuals com una resposta contrasexista a la revista Playboy, ja que es va caracteritzar per fotografies d'estil beefcake d'homes físicament atractius (raó per la qual un percentatge considerable dels seus consumidors són homes gai) i, ocasionalment, fotografies d'escenes hardcore que eren més sensibles al gust femení, ja que emfatitzaven l'erotisme i altres elements sensuals que contrastaven amb la pornografia basta de publicacions com Playboy, Hustler i Penthouse.

#### Pornografia contemporània

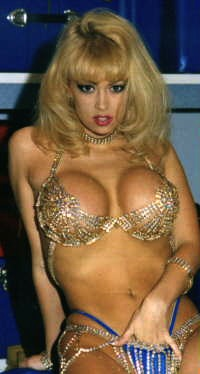
Jenna Jameson, la «Reina del Porno». Amb 187 pel·lícules com actriu i 4 com a directora, és l'actriu porno amb més èxit de la història.

A mitjans dels anys 1990, apareix la pornografia en format DVD, permetent una distribució més gran de material eròtic. Entre 1995 i 2000, diverses empreses productores de pornografia s'incorporen a internet i obren els llocs oficials de les seves marques, com ara la revista Playboy el 1994 i la revista Hustler el 1995. Aquest mateix any, s'incorpora a l'abast d'internet el servei de videoconferència que va fer possible la capitalització d'emissions en directe amb càmeres web i els serveis de cibersexe. L'anonimat, l'accessibilitat i la assequibilitat van convertir a internet en un dipòsit incomparable de pornografia a partir dels anys 2000, permetent l'accés als seus usuaris a continguts, vídeos, fotografies, jocs i serveis com cibersexe i sexe ocasional, encara que també va permetre un abast anònim de pornografia de caràcter il·legal.
A final de la dècada del 1990, l'actriu Jenna Jameson és consagrada com «The Queen of Porn» (La Reina del Porno). Jameson va esdevenir la imatge de la indústria de la pornografia amb una carrera de quinze anys (1993-2008) que la va col·locar com l'actriu pornogràfica més famosa amb 187 pel·lícules que inclouen: Up and Cummers 11 (1994), Flashpoint (1998), Virtual Sex with Jenna Jameson (1999) i Briana Loves Jenna (2001).
Les pàgines web de Pornhub, RedTube i YouPorn apareixen a la segona meitat dels anys 2000, actualment marques administrades per la companyia de tecnologia de la informació Manwin Media (MindGeek). El 2013, XBIZ (una de les principals fonts de notícies i informacions de negocis per a la indústria d'entreteniment adult) descriu a MindGeek com «el major operador d'entreteniment per a adults a tot el món», i un portaveu de Manwin Media, que va parlar amb el diari Irish Independent el 2013, va afirmar que són «una les cinc companyies que més amplada de banda consumeixen al món». Manwin Media disposa d'estudis pornogràfics com Brazzers, Men.com, Digital Playground, Reality Kings, Mofos, JuicyBoys i Tranny Surprise, a més de pàgines de servei d'allotjament de vídeos com Pornhub, RedTube, YouPorn, Tube8, XTube, Spankwire, Keezmovies, Extremetube, Sextube i GayTube.
Els estudis de pornografia online registren, actualment, les seves vendes en subscripcions i afiliacions d'accés garantit, a més que la majoria incorporen botigues online que ofereixen les produccions pròpies de la companyia en format DVD o Blu-ray, a més de joguines sexuals, roba, fetitxos, etc. La gran majoria dels estudis pornogràfics incorporen la tecnologia HD per a la filmació de les seves produccions, a més de publicitar-se en llocs de serveis d'allotjament de videos, serveis de cites en línia i de sexe esporàdic.
Llocs com Vimeo i Tumblr, per les seves condicions no tan estrictes per a continguts, permeten la circulació de pornografia en els seus llocs, tot i no ser llocs pornogràfics, el que denota una nova cultura (Generació XXX) acostumada a la pornografia.

## Legalitat

Mapa del món de la legislació sobre la pornografia (+18 anys)
La pornografia és legal
La pornografia és legal amb algunes restriccions
La pornografia és il·legal
Informació no disponible

La situació legal de la pornografia depèn de cada país i del tipus de material. En alguns països, totes les formes de la pornografia són il·legals, mentre que altres tenen lleis molt liberals sobre la pornografia d'adults.
Els actors que participen en pel·lícules pornogràfiques han de ser majors d'edat.
- Als Estats Units d'Amèrica, de fet gairebé tot és legal menys la pornografia infantil; des del 2000 només hi ha hagut un sol cas d'un pornògraf processat, Max Hardcore (Paul Little), qui va complir tres anys de presó per les seves pel·lícules extremes, en què abundaven actrius maltractades, actes sexuals extrems i actrius adultes que fingien ser menors. Les restriccions que s'han autoimposat les companyies obliguen als actors a sotmetre's a exàmens mèdics regularment a fi de detectar malalties de transmissió sexual, sobretot la SIDA, encara que abunden altres malalties com l'herpes simple. Al comtat de Los Angeles, centre fins ara (2016) de la indústria porno estatunidenca, s'ha imposat l'ús del preservatiu en el rodatge de pel·lícules pornogràfiques; moltes empreses, que creuen que pel·lícules amb condons es venen malament, parlen de mudar-se. El sexe amb animals no es filma, per por d'un procés; pel·lícules amb orina o femta provenen de petites companyies especialitzades, que no intenten vendre els seus productes al gran públic.
- La pornografia infantil està prohibida en la majoria de països.
- Moltes legislacions restringeixen la pornografia que mostra actes violents o amb animals.
- En alguns països islàmics, tota mena de pornografia és il·legal, fins al punt que pot afectar fins i tot als bitllets bancaris (per exemple, un bitllet francès que reproduïa el conegut quadre La Llibertat guiant el poble va ser considerat pornogràfic en alguns països integristes, ja que en aquesta obra el personatge central femení mostra un pit descobert).
- En la República Popular de la Xina, totes les formes de la pornografia són il·legals.[113] El Govern de la Xina va iniciar una campanya contra la pornografia entre l'abril i el novembre del 2014; un dels resultats d'aquesta campanya fou que 11 empreses del sector de la tecnologia foren multades[114] i 30.000 persones relacionades o amb els jocs d'apostes o la pornografia foren detingudes.[115]

## Opinions sobre la pornografia
Actualment hi ha un corrent de pensament que considera la pornografia com una nova forma d'art, que té per objecte mostrar la bellesa de la sexualitat humana. Els que sostenen aquest parer assenyalen que moltes formes d'art al principi van ser menyspreades, infravalorades o incompreses, com va passar amb les obres d'art del Postimpressionisme del pintor neerlandès Vincent Van Gogh, al qual mai se li va reconèixer cap valor significatiu a les seves obres durant la seva vida. Tant va ser així que fins i tot una senyora de la seva època va usar un dels seus quadres per a tapar un forat del seu galliner. Manifesten que el món canvia constantment i sempre ha canviat, que canvien els interessos o apareixen nous interessos, i canvia l'art i apareixen noves formes d'art.

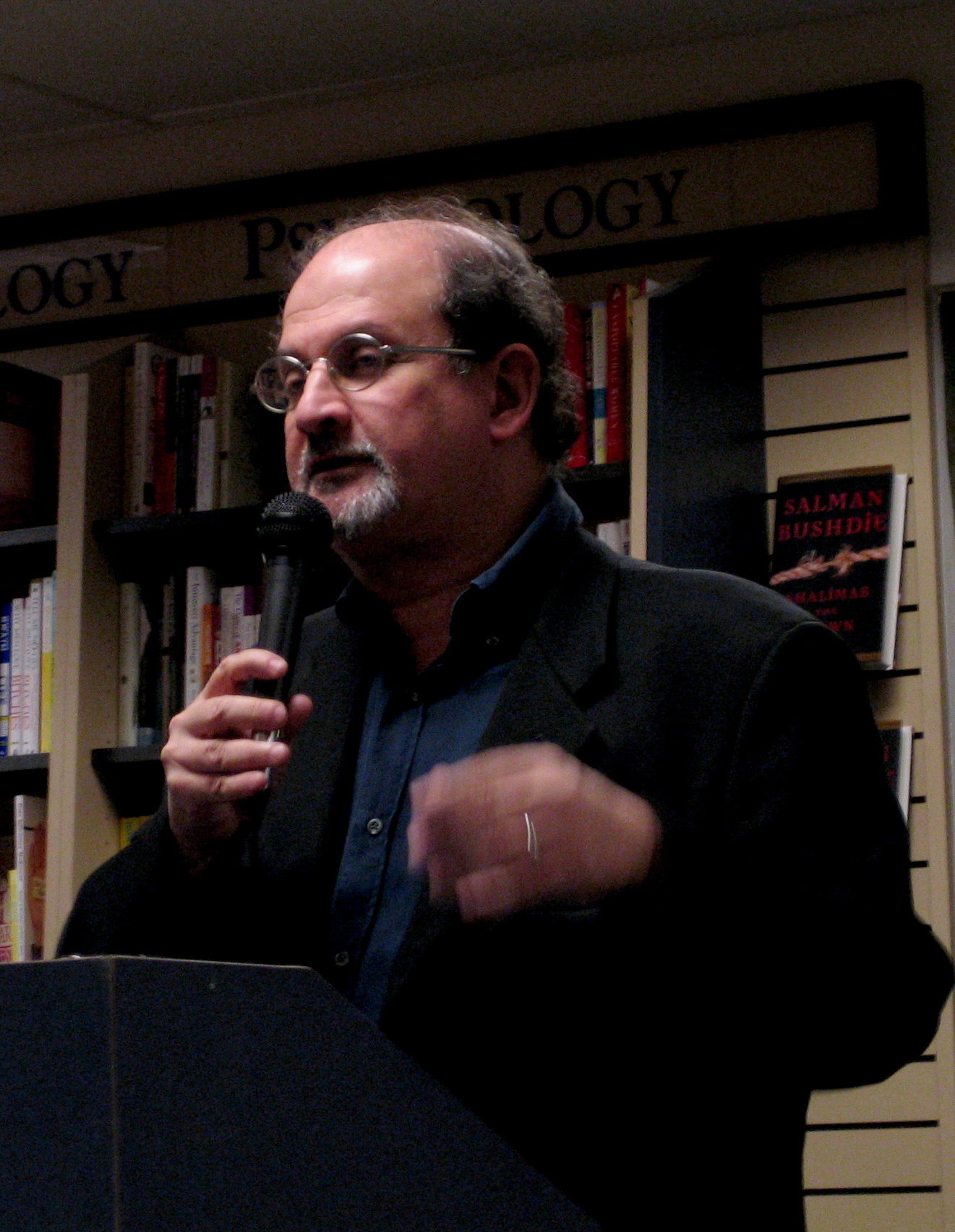
L'escriptor Salman Rushdie defensa la pornografia com a indicador de la llibertat d'expressió

Algunes persones, com el productor de pornografia Larry Flynt i l'escriptor Salman Rushdie, han argumentat que la pornografia és vital per a la llibertat i que una societat lliure i civilitzada ha de ser jutjada en funció de la seva disposició a acceptar la pornografia. Aquesta teoria es veu reforçada pel fet que molt pocs règims dictatorials permeten o van permetre la pornografia; ja siguin aquests confessionals, com l'Espanya de Francisco Franco, o comunistes, com la Kamputxea Democràtica.
D'altra banda, la seva existència provoca un fort rebuig en determinades cultures o sectors conservadors de la societat. En contra de la pornografia s'argumenta que:
- Es pot convertir en un vici addictiu perniciós per a l'individu.
- Que és degradant per a la dona. No obstant això, aquest argument ha perdut una mica de força des que s'han començat a fer produccions pornogràfiques especialment pensades per agradar al públic femení. A més, diverses actrius de porno estatunidenques han dit en públic que per elles no és degradant; d'altra banda, es defensa que les dones han de tenir l'opció de fer alguna cosa degradant, si està ben pagat.
- Que és utilitzada amb fins comercials.
- Que la pornografia explota la libido, erotizant el cervell.
- Que aquesta indueix a persones sense criteri format a objectivar al sexe oposat.
- Que els individus amb pobra formació moral i cultural poden ser induïts, mitjançant la seva lectura o visualització, a explorar les seves pròpies fantasies libidinoses transgredint valors ètics i considerades ofensives per als bons costums.
- Que la pornografia només és per a individus amb criteri format.
- Que desvirtua l'acte sexual com la màxima manifestació de l'amor.
- Que, sent una manifestació d'angoixa sexual, causada per la repressió social, desvirtuaria l'acte de tot erotisme en la quotidianitat de la vida en parella, implicant així la insatisfacció i el desig per noves experiències.

La crítica a la pornografia prové principalment de dues direccions: d'una banda, dels conservadors i religiosos, i per una altra d'alguns sectors feministes. Els conservadors religiosos titllen la pornografia d'immoral i consideren que el sexe està reservat per a les parelles casades i que la proliferació de la pornografia dona lloc a un augment del que diuen comportaments immorals en la societat. Religions amb ampli nombre d'adeptes a tot el món, com el catolicisme, condemnen l'existència de la pornografia. Per exemple, per a aquesta religió l'acte sexual s'ha d'orientar a ser una font de felicitat mútua que ajudi a unir a una parella heterosexual i que per mitjà d'aquest acte ocorri la procreació. També l'islam condemna rotundament la pornografia. Moltes formes de pornografia, per tant, estarien en contra d'aquest concepte. Alguns crítics feministes, especialment estatunidencs, consideren que la pornografia degrada a les dones al utilitzar-les com objectes sexuals per al gaudiment dels homes, ja que de fet, en la gran majoria de les pel·lícules i fotografies l'home té un paper dominant. També la critiquen per estar en la seva immensa majoria dirigida a un públic masculí, generalment heterosexual i, per tant, oferir una visió molt unilateral de la sexualitat.
Sol donar-se un especial rebuig, en relació amb la pornografia en el seu vessant més dur, com pot ser la que explota el sadisme, el sadomasoquisme, la zoofília, la pedofília, la coprofilia o la necrofília.
Altres estudis que han ressaltat les conseqüències negatives de la pornografia són els següents:
- Un estudi realitzat a l'Hospital Mèdic de la Universitat de Groningen pel professor Gert Holstege va establir que les escenes de sexe explícit adormen temporalment certes parts del cervell relacionades amb la vista.[117]
- Els professors Dolf Zillmann de la Universitat d'Indiana i Jennings Bryant de la Universitat de Houston van trobar que l'exposició repetida a la pornografia té com a resultat una satisfacció disminuïda amb la parella, una disminució en la valoració de la fidelitat i un augment major en la importància del sexe sense compromís.
- Un estudi del doctor Reo Christensen[118] de la Universitat Miami d'Oxford (Ohio), va trobar que la pornografia deixa la impressió en els espectadors que el sexe no té relació amb la intimitat; que no està relacionat amb l'amor, el compromís o el matrimoni; que formes estranyes del sexe donen la major satisfacció (com zoofilia) i que el sexe irresponsable no té conseqüències adverses.
- A més, en una sèrie d'estudis efectuats pels doctors Elizabeth Oddone-Paolucci i Mark Genuis de la Fundació Nacional per a la Recerca sobre la Família i l'Educació (National Foundation for Family Research and Education), així com el doctor Claudio Violato de la Universitat de Calgary, es van observar nombrosos canvis en les percepcions pel que fa a la sexualitat i la conducta sexual després d'exposar repetidament voluntaris a la pornografia (és a dir, sis sessions setmanals d'una hora). Aquests inclouen la trivialització de la violació com una ofensa criminal, l'augment de la insensibilitat cap a la sexualitat femenina i el descontentament amb les relacions sexuals.

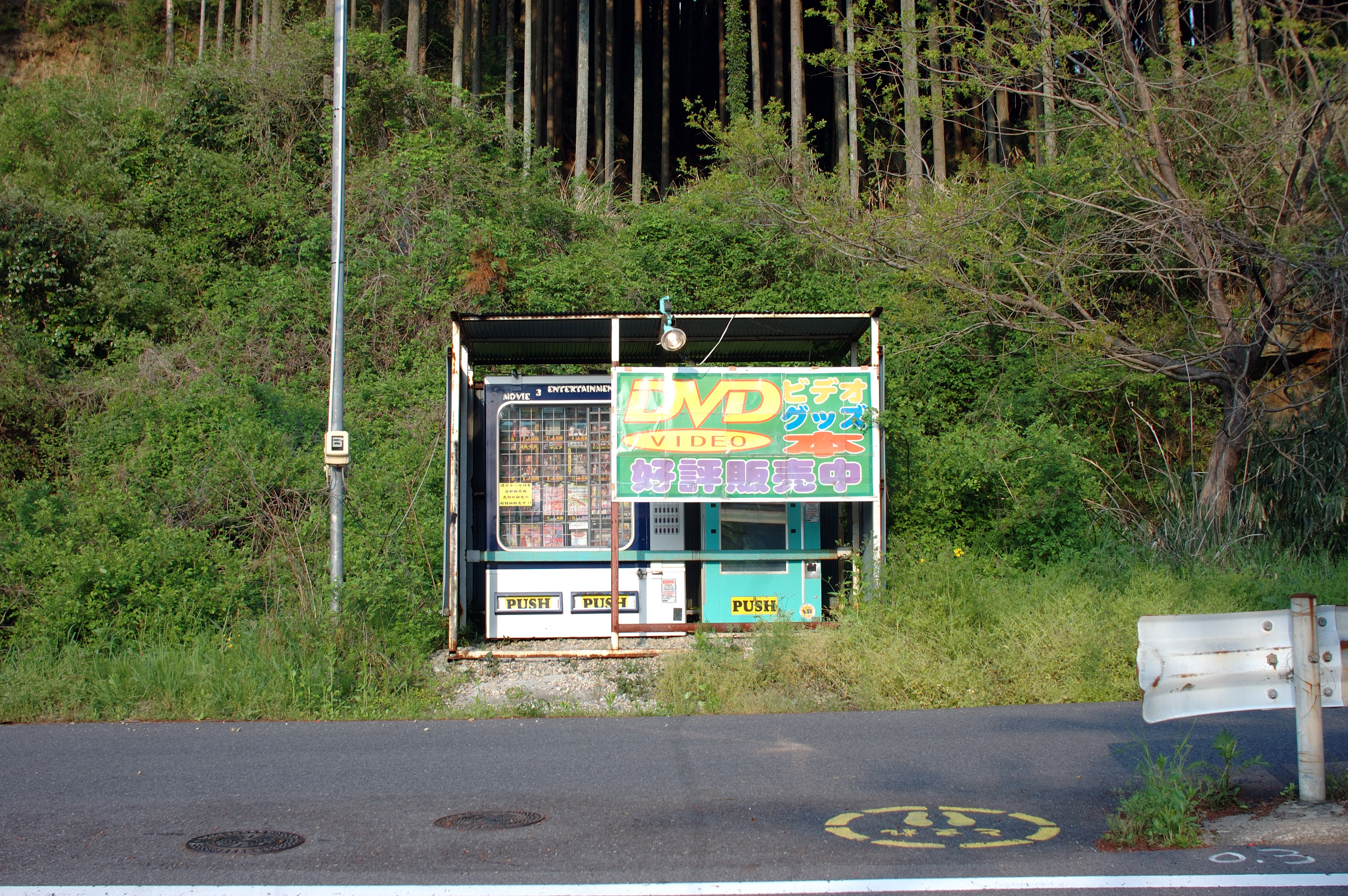
Màquina expenedora de llibres i DVD pornogràfics al Japó

En canvi, alguns altres estudis han demostrat la inexistència d'un vincle entre la pornografia i la violència sexual. És el cas de l'estudi sociològic de l'investigador canadenc Simon Louis Lajeunesse, professor associat de la Universitat de Mont-real, qui després d'investigar el tema durant dos anys va arribar a la conclusió que per a la majoria dels usuaris es tracta, més aviat, de satisfer una fantasia marginal causa de la seva monosexualidad (expressió original del filòsof francès Michel Foucault) i que seria abusiu extrapolar casos patològics. Les troballes del seu estudi van ser, en resum, els següents:
- De tots els entrevistats (un total de dos mil estudiants universitaris, sobretot dones), un grup de 20, tots heterosexuals, van acceptar parlar dels seus hàbits de veure pornografia.
- Tots els entrevistats van indicar que buscaven pornografia a internet.
- Pràcticament tots els homes miren vídeos pornogràfics, però això no afecta les seves relacions amb les dones ni tampoc el seu comportament sexual. Per exemple, els homes que miren pornografia no són, en realitat, més violents sexualment que els que no els miren.
- Una diferència significativa va ser que els solters consumien dues vegades més pornografia (tres sessions de 42 minuts per setmana, de mitjana) que els que vivien en parella (1,7 sessions de 27 minuts, de mitjana).
- Solters o no, gairebé tots veuen pornografia en solitari, i no volen compartir aquest moment íntim amb cap altra persona, ni tan sols amb la seva parella.
- Alguns dels usuaris de pornografia la integren en un programa més ampli.
- Un altre dels comportaments freqüents és el que els homes solen seleccionar les escenes que els agraden i oprimeixen el botó d' «avanç ràpid» (FFWW) en les què els disgusten o que no els interessen. Es tracta, en aquest últim cas, d'escenes de violència o, també, d'ejaculacions col·lectives, que els usuaris van considerar moltes vegades «repugnants».
- Els homes busquen en la pornografia fantasies que ja havien tingut quan van tenir la seva primera trobada sexual, en general al voltant dels 12 anys. No obstant això, el seu «guió» s'esvaeix en topar-se amb la realitat.
- Tant la hipòtesi del mirall (la suposició de que les persones consumidores de pornografia desitjaran dur a terme, en la vida real, el que van veure en pantalla) com la hipòtesi de la catarsi (que indica que la pornografia lliura als usuaris d'algunes pulsions i «purifica» l'espectador) són nul·les. En opinió de l'autor de l'estudi, els homes separen clarament les seves fantasies de la vida real.[119][120]

En Japó, dos meta-revisions d'estudis sobre la relació el consum de pornografia i la violència i les violacions trobaren una correlació positiva entre consumidors i alta propensió a cometre actes sexualment violents.

### Opinions feministes
Així com succeeix amb la prostitució, el feminisme té opinions dividides pel que fa a la pornografia. Aquest debat s'emmarca en els debats feministes sobre la sexualitat que comencien amb la dècada del 1980.
Un corrent, anomenat «feminisme antipornografia» i representada per Catharine Mackinnon i Andrea Dworkin, utilitzarà la pornografia com a model per explicar l'opressió política i sexual de les dones. Sota l'eslògan de Robin Morgan «la pornografia és la teoria, la violació la pràctica», condemnen la representació de la sexualitat femenina duta a terme pels mitjans de comunicació com una forma de promoció de la violència de gènere, i de la submissió sexual i política de les dones.
L'altra corrent, anomenat «feminisme prosexe» i de la qual Ellen Willis és una de les pioneres, critica la complicitat del feminisme antipornografia amb les estructures patriarcals que reprimeixen i controlen el cos de les dones en la societat heterosexual. Per Willis, les feministes antipornografia retornen a l'Estat el poder de regular la representació de la sexualitat, concedint doble poder a una institució ancestral d'origen patriarcal.
Els resultats del moviment antipornografia al Canadà van resultar, segons Beatriz Preciado, en censura contra pel·lícules i publicacions procedents de sexualitats minoritàries, especialment les representacions lesbianes (per la presència de consoladors) i les lesbianes sadomasoquistes (que la comissió estatal considerava vexatòries per a les dones), mentre que les representacions estereotipades de la dona en el porno heterosexual no van resultar censurades.